# 부정관
부정관(不淨觀), 부정상(不淨想) 또는 악로관(惡露觀)은 음욕(婬欲) 등의 탐욕이 많은 사람이 그것을 대치하기 위하여 자신과 타인의 육신의 더러움[不淨]을 관찰하는 수행이다. 시체가 시간이 지나감에 따라 변화하면서 나타나는 혐오스러운 모습을 관찰하는 관시법(觀屍法: 죽은 시체에 대한 관찰) 또는 9상관(九想觀), 시방이 백골로 가득 찬 모습을 영상하는 골쇄관(骨瑣觀) 또는 백골관(白骨觀), 자신과 타인의 몸을 구성하고 있는 혐오스러운 신체 구성요소를 관찰하는 32요소 관찰 또는 36물관(三十六物觀) 등이 있다.

## 관시법

### 대념처경의 관시법
팔리어 경전의 〈대념처경〉과 〈염처경〉에 나오는 신념처의 구체적 수행법은 총 14가지인데, 이들 중 6번째 수행법부터 마지막 14번째 수행법까지의 총 9가지가  관시법, 즉, 시체를 관찰하는 수행법이다.
신념처의 수행법은 다음과 같다.
1. 호흡의 출입에 대한 알아차림
2. 몸의 상태에 대한 알아차림
3. 몸의 행동에 대한 알아차림
4. 몸을 구성하는 32가지 요소에 대한 알아차림
5. 몸의 4대 요소에 대한 알아차림
6. 죽은 시체에 대한 관찰
7. 죽은 시체를 짐승들이 쪼아 먹는 모습에 대한 관찰
8. 해골에 살과 피와 힘줄이 뒤엉켜 있는 모습에 대한 관찰
9. 해골에 피와 힘줄이 뒤엉켜 있는 모습에 대한 관찰
10. 해골에 힘줄만 남아 붙어 있는 모습에 대한 관찰
11. 해골과 뼈가 흩어져 있는 모습에 대한 관찰
12. 해골이 하얗게 바랜 모습에 대한 관찰
13. 해골이 뼈 무더기로 변한 모습에 대한 관찰
14. 뼈가 삭아 티끌로 변한 모습에 대한 관찰

### 1 (6). 죽은 시체에 대한 관찰
팔리어 경전의 〈대념처경〉과 〈염처경〉 그리고 그 주석서에 따르면 죽은 시체에 대한 관찰의 수행법은 다음과 같다.

#### (1) 자신을 죽은 시체에 비추어 바라보는 수행
다시 비구들이여, ① 비구는 마치 묘지에 버려진 시체가 죽은 지 하루나 이틀 또는 사흘이 지나 부풀고 검푸르게 되고 문드러지는 것을 보게 될 것이다. 그는 바로 자신의 몸을 그에 비추어 바라본다. '이 몸 또한 그와 같고 그와 같이 될 것이며, 그에서 벗어나지 못하리라.'고.

 — 각묵스님 옮김(2015) 《디가 니까야》 제2권 제22경 〈대념처경〉 초기불전연구원. pp.507~508.
참고로, 주석서에 따르면, 살아 있다는 것은 바람, 온기, 식(알음알이, 마음, 식온, 6식)의 세 가지 법(현상 또는 존재, 즉 가법 또는 실법)이 몸과 화합하여 존재하는 것이고, 죽었다는 것은 이 세 가지 법이 흩어져 몸에 존재하지 않는 것이다.
1. 수동적 주의집중을 유지한 상태로, 시체가 죽은 지 하루나 이틀 또는 사흘이 지나면 부풀고 검푸르게 되고 문드러지는 것을 보고 그러한 상태를 알아차린다.
2. 수동적 주의집중을 유지한 상태로, 자신의 몸을 그 시체에 비추어 바라보아 '이 몸 또한 그와 같다.'고 알아차린다. 즉, '이 몸 또한 이 시체처럼 죽은 지 하루나 이틀 또는 사흘이 지나면 부풀고 검푸르게 되고 문드러지는 성질을 가지고 있다.'고 알아차린다.
3. 수동적 주의집중을 유지한 상태로, 자신의 몸을 그 시체에 비추어 바라보아 '이 몸 또한 그와 같이 될 것이다.'고 알아차린다. 즉, '이 몸 또한 이 시체처럼 죽은 지 하루나 이틀 또는 사흘이 지나면 부풀고 검푸르게 되고 문드러지게 될 것이다.'고 알아차린다.
4. 수동적 주의집중을 유지한 상태로, 자신의 몸을 그 시체에 비추어 바라보아 '이 몸 또한 그에서 벗어나지 못할 것이다.'고 알아차린다. 즉, '이 몸 또한 이 시체처럼 죽은 지 하루나 이틀 또는 사흘이 지나면 부풀고 검푸르게 되고 문드러지는 것에서 벗어나지 못할 것이다.'고 알아차린다.

#### (2) 자신을 죽은 시체에 비추어 바라보는 수행이 능숙해지게 함
(1)의 수행을 반복한다.

#### (3) 다른 사람을 죽은 시체에 비추어 바라보는 수행
1. 수동적 주의집중을 유지한 상태로, 시체가 죽은 지 하루나 이틀 또는 사흘이 지나 부풀고 검푸르게 되고 문드러지는 것을 보고 그러한 상태를 알아차린다.
2. 수동적 주의집중을 유지한 상태로, 다른 사람의 몸을 그 시체에 비추어 바라보아 '이 몸 또한 그와 같다.'고 알아차린다. 즉, '이 사람의 몸 또한 이 시체처럼 죽은 지 하루나 이틀 또는 사흘이 지나면 부풀고 검푸르게 되고 문드러지는 성질을 가지고 있다.'고 알아차린다.
3. 수동적 주의집중을 유지한 상태로, 다른 사람의 몸을 그 시체에 비추어 바라보아 '이 몸 또한 그와 같이 될 것이다.'고 알아차린다. 즉, '이 사람의 몸 또한 이 시체처럼 죽은 지 하루나 이틀 또는 사흘이 지나면 부풀고 검푸르게 되고 문드러지게 될 것이다.'고 알아차린다.
4. 수동적 주의집중을 유지한 상태로, 다른 사람의 몸을 그 시체에 비추어 바라보아 '이 몸 또한 그에서 벗어나지 못할 것이다.'고 알아차린다. 즉, '이 사람의 몸 또한 이 시체처럼 죽은 지 하루나 이틀 또는 사흘이 지나면 부풀고 검푸르게 되고 문드러지는 것에서 벗어나지 못할 것이다.'고 알아차린다.

#### (4) 다른 사람을 죽은 시체에 비추어 바라보는 수행이 능숙해지게 함
(3)의 수행을 반복한다.

#### (5) 자신과 다른 사람을 죽은 시체에 비추어 바라보는 수행
자신과 다른 사람에 대해 (1)의 수행을 행한다. 즉, 자신과 다른 사람을 교대로 죽은 시체에 비추어 바라보는 수행을 행한다.

#### (6) 자신과 다른 사람을 죽은 시체에 비추어 바라보는 수행이 능숙해지게 함
(5)의 수행을 반복한다.

#### (7) 죽은 시체에 대한 관찰을 통한 무상(생멸, 일어남과 사라짐) 관찰 수행
다음과 같이 법 즉 현상의 일어남과 사라짐(생멸), 즉, 무상을 관찰한다.
1. (1)~(6)의 수행을 행하면서, 몸에서 일어나는 현상[法]만을 관찰한다.

일어나는 현상이란 몸, 바람, 온기, 식(알음알이, 마음, 식온, 6식)의 네 가지 법을 인연(의지처)으로 하여, 즉, 이들의 화합에 의해 몸의 살아 있음이 생겨나는 것을 말한다.
2. (1)~(6)의 수행을 행하면서, 몸에서 사라지는 현상[法]만을 관찰한다.

사라지는 현상이란 몸, 바람, 온기, 식(알음알이, 마음, 식온, 6식)의 네 가지 법을 인연(의지처)으로 하여, 즉, 이들의 흩어짐에 의해 몸의 죽어 있음이 생겨나는 것을 말한다.
3. (1)~(6)의 수행을 행하면서, 몸에서 일어나기도 하고 사라지기도 하는 현상을 관찰한다.

즉, 일어나는 현상[法]과 사라지는 현상[法]을 지속적으로 교대로 관찰한다.

#### (8) 죽은 시체에 대한 관찰을 통한 무아 관찰 수행
몸이 있을 뿐 무아임을 관찰한다.
1. (1)~(6)의 수행을 행하면서, '몸이 있구나'하고 알아차림을 잘 확립한다.

몸이 있구나라는 것은 '다만 몸이 있을 뿐이고 중생도 없고 인간도 없고 여자도 없고 남자도 없고 자아도 없고 자아에 속하는 것도 없고 나도 없고 내 것도 없고 어느 누구도 없고 누구의 것도 없다'라고 알아차리는 것을 말한다.
2. (1)~(6)의 수행을 행하면서, (몸이 있구나라고 아는) 지혜만이 있고 (몸이 있구나라고 아는) 알아차림만이 현전할 때까지 알아차림을 잘 확립한다.

이 문구는 다만 (무아임을 아는) 지혜를 위하여, 계속해서 더 넓고 더 높이 (무아임을 아는) 지혜를 키우고 (무아임을 아는) 알아차림을 크게 하기 위하여라는 뜻이다.

#### (9) 죽은 시체에 대한 관찰 수행의 과보
죽은 시체에 대한 관찰의 수행의 과보로 수행자는 '의지하지 않고 머물며, 세상에서 아무 것도 움켜쥐지 않는다.'  나아가 '이와 같이 몸에서 몸을 관찰하며 머물게 된다.'
의지하지 않고 머문다는 것은 갈애와 사견(삿된 견해, 즉, 특히 아집)에 의지하던 것을 벗어나 그렇지 않은 상태에 있게 된다는 뜻이다. 아무 것도 움켜쥐지 않는다는 것은 색 · 수 · 상 · 행 · 식의 5온에 대해 나라거나 내 것이라고 집착 또는 착각하지 않는다는 뜻이다. 이와 같이 몸에서 몸을 관찰하며 머물게 된다는 것은 죽은 시체에 대한 관찰의 수행을 잘 행함으로써 죽은 시체를 표상으로 하여, 즉, 시체가 죽은 지 하루나 이틀 또는 사흘이 지나면 부풀고 검푸르게 되고 문드러지는 모습을 표상으로 하여 네 가지 선(4禪)이 일어난다는 것을 뜻한다.

### 2 (7). 죽은 시체를 짐승들이 쪼아 먹는 모습에 대한 관찰
팔리어 경전의 〈대념처경〉과 〈염처경〉 그리고 그 주석서에 따르면 죽은 시체를 짐승들이 쪼아 먹는 모습에 대한 관찰의 수행법은 다음과 같다.

#### (1) 자신을 죽은 시체를 짐승들이 쪼아 먹는 모습에 비추어 바라보는 수행
다시 비구들이여, ② 비구는 마치 묘지에 버려진 시체를 까마귀 떼가 달려들어 마구 쪼아먹고, 솔개 무리가 쪼아먹고, 독수리 떼가 쪼아먹고, 개 떼가 뜯어먹고, 자칼들이 뜯어먹고, 별의 별 벌레들이 다 달려들어 파먹는 것을 보게 될 것이다. 그는 자신의 몸을 그에 비추어 바라본다. '이 몸 또한 그와 같고, 그와 같이 될 것이며, 그에서 벗어나지 못하리라.'고.

 — 각묵스님 옮김(2015) 《디가 니까야》 제2권 제22경 〈대념처경〉 초기불전연구원. p.508.
참고로, 주석서에 따르면, 살아 있다는 것은 바람, 온기, 식(알음알이, 마음, 식온, 6식)의 세 가지 법(현상 또는 존재, 즉 가법 또는 실법)이 몸과 화합하여 존재하는 것이고, 죽었다는 것은 이 세 가지 법이 흩어져 몸에 존재하지 않는 것이다.
1. 수동적 주의집중을 유지한 상태로, 묘지에 버려진 시체를 까마귀 떼가 달려들어 마구 쪼아먹고, 솔개 무리가 쪼아먹고, 독수리 떼가 쪼아먹고, 개 떼가 뜯어먹고, 자칼들이 뜯어먹고, 별의 별 벌레들이 다 달려들어 파먹는 것을 보고 그러한 상태를 알아차린다.
2. 수동적 주의집중을 유지한 상태로, 자신의 몸을 그 시체에 비추어 바라보아 '이 몸 또한 그와 같다.'고 알아차린다. 즉, '이 몸 또한 이 시체처럼 까마귀 떼가 달려들어 마구 쪼아먹고, 솔개 무리가 쪼아먹고, 독수리 떼가 쪼아먹고, 개 떼가 뜯어먹고, 자칼들이 뜯어먹고, 별의 별 벌레들이 다 달려들어 파먹는 성질을 가지고 있다.'고 알아차린다.
3. 수동적 주의집중을 유지한 상태로, 자신의 몸을 그 시체에 비추어 바라보아 '이 몸 또한 그와 같이 될 것이다.'고 알아차린다. 즉, '이 몸 또한 이 시체처럼 까마귀 떼가 달려들어 마구 쪼아먹고, 솔개 무리가 쪼아먹고, 독수리 떼가 쪼아먹고, 개 떼가 뜯어먹고, 자칼들이 뜯어먹고, 별의 별 벌레들이 다 달려들어 파먹게 될 것이다.'고 알아차린다.
4. 수동적 주의집중을 유지한 상태로, 자신의 몸을 그 시체에 비추어 바라보아 '이 몸 또한 그에서 벗어나지 못할 것이다.'고 알아차린다. 즉, '이 몸 또한 이 시체처럼 까마귀 떼가 달려들어 마구 쪼아먹고, 솔개 무리가 쪼아먹고, 독수리 떼가 쪼아먹고, 개 떼가 뜯어먹고, 자칼들이 뜯어먹고, 별의 별 벌레들이 다 달려들어 파먹는 것에서 벗어나지 못할 것이다.'고 알아차린다.

#### (2) 자신을 죽은 시체를 짐승들이 쪼아 먹는 모습에 비추어 바라보는 수행이 능숙해지게 함
(1)의 수행을 반복한다.

#### (3) 다른 사람을 죽은 시체를 짐승들이 쪼아 먹는 모습에 비추어 바라보는 수행
1. 수동적 주의집중을 유지한 상태로, 묘지에 버려진 시체를 까마귀 떼가 달려들어 마구 쪼아먹고, 솔개 무리가 쪼아먹고, 독수리 떼가 쪼아먹고, 개 떼가 뜯어먹고, 자칼들이 뜯어먹고, 별의 별 벌레들이 다 달려들어 파먹는 것을 보고 그러한 상태를 알아차린다.
2. 수동적 주의집중을 유지한 상태로, 다른 사람의 몸을 그 시체에 비추어 바라보아 '이 몸 또한 그와 같다.'고 알아차린다. 즉, '이 사람의 몸 또한 이 시체처럼 까마귀 떼가 달려들어 마구 쪼아먹고, 솔개 무리가 쪼아먹고, 독수리 떼가 쪼아먹고, 개 떼가 뜯어먹고, 자칼들이 뜯어먹고, 별의 별 벌레들이 다 달려들어 파먹는 성질을 가지고 있다.'고 알아차린다.
3. 수동적 주의집중을 유지한 상태로, 다른 사람의 몸을 그 시체에 비추어 바라보아 '이 몸 또한 그와 같이 될 것이다.'고 알아차린다. 즉, '이 사람의 몸 또한 이 시체처럼 까마귀 떼가 달려들어 마구 쪼아먹고, 솔개 무리가 쪼아먹고, 독수리 떼가 쪼아먹고, 개 떼가 뜯어먹고, 자칼들이 뜯어먹고, 별의 별 벌레들이 다 달려들어 파먹게 될 것이다.'고 알아차린다.
4. 수동적 주의집중을 유지한 상태로, 다른 사람의 몸을 그 시체에 비추어 바라보아 '이 몸 또한 그에서 벗어나지 못할 것이다.'고 알아차린다. 즉, '이 사람의 몸 또한 이 시체처럼 까마귀 떼가 달려들어 마구 쪼아먹고, 솔개 무리가 쪼아먹고, 독수리 떼가 쪼아먹고, 개 떼가 뜯어먹고, 자칼들이 뜯어먹고, 별의 별 벌레들이 다 달려들어 파먹는 것에서 벗어나지 못할 것이다.'고 알아차린다.

#### (4) 다른 사람을 죽은 시체를 짐승들이 쪼아 먹는 모습에 비추어 바라보는 수행이 능숙해지게 함
(3)의 수행을 반복한다.

#### (5) 자신과 다른 사람을 죽은 시체를 짐승들이 쪼아 먹는 모습에 비추어 바라보는 수행
자신과 다른 사람에 대해 (1)의 수행을 행한다. 즉, 자신과 다른 사람을 교대로 죽은 시체를 짐승들이 쪼아 먹는 모습에 비추어 바라보는 수행을 행한다.

#### (6) 자신과 다른 사람을 죽은 시체를 짐승들이 쪼아 먹는 모습에 비추어 바라보는 수행이 능숙해지게 함
(5)의 수행을 반복한다.

#### (7) 죽은 시체를 짐승들이 쪼아 먹는 모습에 대한 관찰을 통한 무상(생멸, 일어남과 사라짐) 관찰 수행
다음과 같이 법 즉 현상의 일어남과 사라짐(생멸), 즉, 무상을 관찰한다.
1. (1)~(6)의 수행을 행하면서, 몸에서 일어나는 현상[法]만을 관찰한다.

일어나는 현상이란 몸, 바람, 온기, 식(알음알이, 마음, 식온, 6식)의 네 가지 법을 인연(의지처)으로 하여, 즉, 이들의 화합에 의해 살아 있음이 생겨나는 것을 말한다.
2. (1)~(6)의 수행을 행하면서, 몸에서 사라지는 현상[法]만을 관찰한다.

사라지는 현상이란 몸, 바람, 온기, 식(알음알이, 마음, 식온, 6식)의 네 가지 법을 인연(의지처)으로 하여, 즉, 이들의 흩어짐에 의해 몸의 죽어 있음이 생겨나는 것을 말한다.
3. (1)~(6)의 수행을 행하면서, 몸에서 일어나기도 하고 사라지기도 하는 현상을 관찰한다.

즉, 일어나는 현상[法]과 사라지는 현상[法]을 지속적으로 교대로 관찰한다.

#### (8) 죽은 시체를 짐승들이 쪼아 먹는 모습에 대한 관찰을 통한 무아 관찰 수행
몸이 있을 뿐 무아임을 관찰한다.
1. (1)~(6)의 수행을 행하면서, '몸이 있구나'하고 알아차림을 잘 확립한다.

몸이 있구나라는 것은 '다만 몸이 있을 뿐이고 중생도 없고 인간도 없고 여자도 없고 남자도 없고 자아도 없고 자아에 속하는 것도 없고 나도 없고 내 것도 없고 어느 누구도 없고 누구의 것도 없다'라고 알아차리는 것을 말한다.
2. (1)~(6)의 수행을 행하면서, (몸이 있구나라고 아는) 지혜만이 있고 (몸이 있구나라고 아는) 알아차림만이 현전할 때까지 알아차림을 잘 확립한다.

이 문구는 다만 (무아임을 아는) 지혜를 위하여, 계속해서 더 넓고 더 높이 (무아임을 아는) 지혜를 키우고 (무아임을 아는) 알아차림을 크게 하기 위하여라는 뜻이다.

#### (9) 죽은 시체를 짐승들이 쪼아 먹는 모습에 대한 관찰 수행의 과보
죽은 시체를 짐승들이 쪼아 먹는 모습에 대한 관찰의 수행의 과보로 수행자는 '의지하지 않고 머물며, 세상에서 아무 것도 움켜쥐지 않는다.'  나아가 '이와 같이 몸에서 몸을 관찰하며 머물게 된다.'
의지하지 않고 머문다는 것은 갈애와 사견(삿된 견해, 즉, 특히 아집)에 의지하던 것을 벗어나 그렇지 않은 상태에 있게 된다는 뜻이다. 아무 것도 움켜쥐지 않는다는 것은 색 · 수 · 상 · 행 · 식의 5온에 대해 나라거나 내 것이라고 집착 또는 착각하지 않는다는 뜻이다. 이와 같이 몸에서 몸을 관찰하며 머물게 된다는 것은 죽은 시체를 짐승들이 쪼아 먹는 모습에 대한 관찰의 수행을 잘 행함으로써 죽은 시체를 표상으로 하여, 즉, 죽은 시체를 까마귀 떼가 달려들어 마구 쪼아먹고, 솔개 무리가 쪼아먹고, 독수리 떼가 쪼아먹고, 개 떼가 뜯어먹고, 자칼들이 뜯어먹고, 별의 별 벌레들이 다 달려들어 파먹는 모습을 표상으로 하여 네 가지 선(4禪)이 일어난다는 것을 뜻한다.

### 3 (8). 해골에 살과 피와 힘줄이 뒤엉켜 있는 모습에 대한 관찰
팔리어 경전의 〈대념처경〉과 〈염처경〉 그리고 그 주석서에 따르면 해골에 살과 피와 힘줄이 뒤엉켜 있는 모습에 대한 관찰의 수행법은 다음과 같다.

#### (1) 자신을 해골에 살과 피와 힘줄이 뒤엉켜 있는 모습에 비추어 바라보는 수행
다시 비구들이여, ③ 비구는 마치 묘지에 버려진 시체가 해골이 되어 살과 피가 묻은 채 힘줄에 얽혀 서로 이어져 있는 것을 보게 될 것이다 … ④ 해골이 되어 살은 없고 아직 피는 남아 있는 채로 힘줄에 얽혀 서로 이어져 있는 것을 보게 될 것이다 … ⑤ 해골이 되어 살도 피도 없이 힘줄만 남아 서로 이어져 있는 것을 보게 될 것이다 … ⑥ 백골이 되어 뼈들이 흩어져서 여기에는 손뼈, 저기에는 발뼈, 또 저기에는 정강이뼈, 저기에는 넓적다리뼈, 저기에는 엉덩이뼈, 저기에는 등뼈, 저기에는 갈빗대, 저기에는 가슴뼈, 저기에는 팔뼈, 저기에는 어깨뼈, 저기에는 목뼈, 저기에는 턱뼈, 저기에는 치골, 저기에는 두개골 등이 사방에 널려있는 것을 보게 될 것이다. 그는 자신의 몸을 그에 비추어 바라본다. '이 몸도 또한 그와 같고 그와 같이 될 것이며, 그에서 벗어나지 못하리라.'고.

 — 각묵스님 옮김(2015) 《디가 니까야》 제2권 제22경 〈대념처경〉 초기불전연구원. p.509.
참고로, 주석서에 따르면, 살아 있다는 것은 바람, 온기, 식(알음알이, 마음, 식온, 6식)의 세 가지 법(현상 또는 존재, 즉 가법 또는 실법)이 몸과 화합하여 존재하는 것이고, 죽었다는 것은 이 세 가지 법이 흩어져 몸에 존재하지 않는 것이다.
1. 수동적 주의집중을 유지한 상태로, 묘지에 버려진 시체가 해골이 되어 살과 피가 묻은 채 힘줄에 얽혀 서로 이어져 있는 것을 보고 그러한 상태를 알아차린다.
2. 수동적 주의집중을 유지한 상태로, 자신의 몸을 그 시체에 비추어 바라보아 '이 몸 또한 그와 같다.'고 알아차린다. 즉, '이 몸 또한 이 시체처럼 해골이 되어 살과 피가 묻은 채 힘줄에 얽혀 서로 이어져 있게 되는 성질을 가지고 있다.'고 알아차린다.
3. 수동적 주의집중을 유지한 상태로, 자신의 몸을 그 시체에 비추어 바라보아 '이 몸 또한 그와 같이 될 것이다.'고 알아차린다. 즉, '이 몸 또한 이 시체처럼 해골이 되어 살과 피가 묻은 채 힘줄에 얽혀 서로 이어져 있게 될 것이다.'고 알아차린다.
4. 수동적 주의집중을 유지한 상태로, 자신의 몸을 그 시체에 비추어 바라보아 '이 몸 또한 그에서 벗어나지 못할 것이다.'고 알아차린다. 즉, '이 몸 또한 이 시체처럼 해골이 되어 살과 피가 묻은 채 힘줄에 얽혀 서로 이어져 있게 되는 것에서 벗어나지 못할 것이다.'고 알아차린다.

#### (2) 자신을 해골에 살과 피와 힘줄이 뒤엉켜 있는 모습에 비추어 바라보는 수행이 능숙해지게 함
(1)의 수행을 반복한다.

#### (3) 다른 사람을 해골에 살과 피와 힘줄이 뒤엉켜 있는 모습에 비추어 바라보는 수행
1. 수동적 주의집중을 유지한 상태로, 묘지에 버려진 시체가 해골이 되어 살과 피가 묻은 채 힘줄에 얽혀 서로 이어져 있는 것을 보고 그러한 상태를 알아차린다.
2. 수동적 주의집중을 유지한 상태로, 다른 사람의 몸을 그 시체에 비추어 바라보아 '이 몸 또한 그와 같다.'고 알아차린다. 즉, '이 사람의 몸 또한 이 시체처럼 해골이 되어 살과 피가 묻은 채 힘줄에 얽혀 서로 이어져 있게 되는 성질을 가지고 있다.'고 알아차린다.
3. 수동적 주의집중을 유지한 상태로, 다른 사람의 몸을 그 시체에 비추어 바라보아 '이 몸 또한 그와 같이 될 것이다.'고 알아차린다. 즉, '이 사람의 몸 또한 이 시체처럼 해골이 되어 살과 피가 묻은 채 힘줄에 얽혀 서로 이어져 있게 될 것이다.'고 알아차린다.
4. 수동적 주의집중을 유지한 상태로, 다른 사람의 몸을 그 시체에 비추어 바라보아 '이 몸 또한 그에서 벗어나지 못할 것이다.'고 알아차린다. 즉, '이 사람의 몸 또한 이 시체처럼 해골이 되어 살과 피가 묻은 채 힘줄에 얽혀 서로 이어져 있게 되는 것에서 벗어나지 못할 것이다.'고 알아차린다.

#### (4) 다른 사람을 해골에 살과 피와 힘줄이 뒤엉켜 있는 모습에 비추어 바라보는 수행이 능숙해지게 함
(3)의 수행을 반복한다.

#### (5) 자신과 다른 사람을 해골에 살과 피와 힘줄이 뒤엉켜 있는 모습에 비추어 바라보는 수행
자신과 다른 사람에 대해 (1)의 수행을 행한다. 즉, 자신과 다른 사람을 교대로 해골에 살과 피와 힘줄이 뒤엉켜 있는 모습에 비추어 바라보는 수행을 행한다.

#### (6) 자신과 다른 사람을 해골에 살과 피와 힘줄이 뒤엉켜 있는 모습에 비추어 바라보는 수행이 능숙해지게 함
(5)의 수행을 반복한다.

#### (7) 해골에 살과 피와 힘줄이 뒤엉켜 있는 모습에 대한 관찰을 통한 무상(생멸, 일어남과 사라짐) 관찰 수행
다음과 같이 법 즉 현상의 일어남과 사라짐(생멸), 즉, 무상을 관찰한다.
1. (1)~(6)의 수행을 행하면서, 몸에서 일어나는 현상[法]만을 관찰한다.

일어나는 현상이란 몸, 바람, 온기, 식(알음알이, 마음, 식온, 6식)의 네 가지 법을 인연(의지처)으로 하여, 즉, 이들의 화합에 의해 살아 있음이 생겨나는 것을 말한다.
2. (1)~(6)의 수행을 행하면서, 몸에서 사라지는 현상[法]만을 관찰한다.

사라지는 현상이란 몸, 바람, 온기, 식(알음알이, 마음, 식온, 6식)의 네 가지 법을 인연(의지처)으로 하여, 즉, 이들의 흩어짐에 의해 몸의 죽어 있음이 생겨나는 것을 말한다.
3. (1)~(6)의 수행을 행하면서, 몸에서 일어나기도 하고 사라지기도 하는 현상을 관찰한다.

즉, 일어나는 현상[法]과 사라지는 현상[法]을 지속적으로 교대로 관찰한다.

#### (8) 해골에 살과 피와 힘줄이 뒤엉켜 있는 모습에 대한 관찰을 통한 무아 관찰 수행
몸이 있을 뿐 무아임을 관찰한다.
1. (1)~(6)의 수행을 행하면서, '몸이 있구나'하고 알아차림을 잘 확립한다.

몸이 있구나라는 것은 '다만 몸이 있을 뿐이고 중생도 없고 인간도 없고 여자도 없고 남자도 없고 자아도 없고 자아에 속하는 것도 없고 나도 없고 내 것도 없고 어느 누구도 없고 누구의 것도 없다'라고 알아차리는 것을 말한다.
2. (1)~(6)의 수행을 행하면서, (몸이 있구나라고 아는) 지혜만이 있고 (몸이 있구나라고 아는) 알아차림만이 현전할 때까지 알아차림을 잘 확립한다.

이 문구는 다만 (무아임을 아는) 지혜를 위하여, 계속해서 더 넓고 더 높이 (무아임을 아는) 지혜를 키우고 (무아임을 아는) 알아차림을 크게 하기 위하여라는 뜻이다.

#### (9) 해골에 살과 피와 힘줄이 뒤엉켜 있는 모습에 대한 관찰 수행의 과보
해골에 살과 피와 힘줄이 뒤엉켜 있는 모습에 대한 관찰의 수행의 과보로 수행자는 '의지하지 않고 머물며, 세상에서 아무 것도 움켜쥐지 않는다.'  나아가 '이와 같이 몸에서 몸을 관찰하며 머물게 된다.'
의지하지 않고 머문다는 것은 갈애와 사견(삿된 견해, 즉, 특히 아집)에 의지하던 것을 벗어나 그렇지 않은 상태에 있게 된다는 뜻이다. 아무 것도 움켜쥐지 않는다는 것은 색 · 수 · 상 · 행 · 식의 5온에 대해 나라거나 내 것이라고 집착 또는 착각하지 않는다는 뜻이다. 이와 같이 몸에서 몸을 관찰하며 머물게 된다는 것은 해골에 살과 피와 힘줄이 뒤엉켜 있는 모습에 대한 관찰의 수행을 잘 행함으로써 죽은 시체를 표상으로 하여, 즉, 죽은 시체가 해골이 되어 살과 피가 묻은 채 힘줄에 얽혀 서로 이어져 있는 모습을 표상으로 하여 네 가지 선(4禪)이 일어난다는 것을 뜻한다.

### 4 (9). 해골에 피와 힘줄이 뒤엉켜 있는 모습에 대한 관찰
팔리어 경전의 〈대념처경〉과 〈염처경〉 그리고 그 주석서에 따르면 해골에 피와 힘줄이 뒤엉켜 있는 모습에 대한 관찰의 수행법은 다음과 같다.

#### (1) 자신을 해골에 피와 힘줄이 뒤엉켜 있는 모습에 비추어 바라보는 수행
다시 비구들이여, ③ 비구는 마치 묘지에 버려진 시체가 해골이 되어 살과 피가 묻은 채 힘줄에 얽혀 서로 이어져 있는 것을 보게 될 것이다 … ④ 해골이 되어 살은 없고 아직 피는 남아 있는 채로 힘줄에 얽혀 서로 이어져 있는 것을 보게 될 것이다 … ⑤ 해골이 되어 살도 피도 없이 힘줄만 남아 서로 이어져 있는 것을 보게 될 것이다 … ⑥ 백골이 되어 뼈들이 흩어져서 여기에는 손뼈, 저기에는 발뼈, 또 저기에는 정강이뼈, 저기에는 넓적다리뼈, 저기에는 엉덩이뼈, 저기에는 등뼈, 저기에는 갈빗대, 저기에는 가슴뼈, 저기에는 팔뼈, 저기에는 어깨뼈, 저기에는 목뼈, 저기에는 턱뼈, 저기에는 치골, 저기에는 두개골 등이 사방에 널려있는 것을 보게 될 것이다. 그는 자신의 몸을 그에 비추어 바라본다. '이 몸도 또한 그와 같고 그와 같이 될 것이며, 그에서 벗어나지 못하리라.'고.

 — 각묵스님 옮김(2015) 《디가 니까야》 제2권 제22경 〈대념처경〉 초기불전연구원. p.509.
참고로, 주석서에 따르면, 살아 있다는 것은 바람, 온기, 식(알음알이, 마음, 식온, 6식)의 세 가지 법(현상 또는 존재, 즉 가법 또는 실법)이 몸과 화합하여 존재하는 것이고, 죽었다는 것은 이 세 가지 법이 흩어져 몸에 존재하지 않는 것이다.
1. 수동적 주의집중을 유지한 상태로, 묘지에 버려진 시체가 해골이 되어 살은 없고 아직 피는 남아 있는 채로 힘줄에 얽혀 서로 이어져 있는 것을 보고 그러한 상태를 알아차린다.
2. 수동적 주의집중을 유지한 상태로, 자신의 몸을 그 시체에 비추어 바라보아 '이 몸 또한 그와 같다.'고 알아차린다. 즉, '이 몸 또한 이 시체처럼 해골이 되어 살은 없고 아직 피는 남아 있는 채로 힘줄에 얽혀 서로 이어져 있게 되는 성질을 가지고 있다.'고 알아차린다.
3. 수동적 주의집중을 유지한 상태로, 자신의 몸을 그 시체에 비추어 바라보아 '이 몸 또한 그와 같이 될 것이다.'고 알아차린다. 즉, '이 몸 또한 이 시체처럼 해골이 되어 살은 없고 아직 피는 남아 있는 채로 힘줄에 얽혀 서로 이어져 있게 될 것이다.'고 알아차린다.
4. 수동적 주의집중을 유지한 상태로, 자신의 몸을 그 시체에 비추어 바라보아 '이 몸 또한 그에서 벗어나지 못할 것이다.'고 알아차린다. 즉, '이 몸 또한 이 시체처럼 해골이 되어 살은 없고 아직 피는 남아 있는 채로 힘줄에 얽혀 서로 이어져 있게 되는 것에서 벗어나지 못할 것이다.'고 알아차린다.

#### (2) 자신을 해골에 피와 힘줄이 뒤엉켜 있는 모습에 비추어 바라보는 수행이 능숙해지게 함
(1)의 수행을 반복한다.

#### (3) 다른 사람을 해골에 피와 힘줄이 뒤엉켜 있는 모습에 비추어 바라보는 수행
1. 수동적 주의집중을 유지한 상태로, 묘지에 버려진 시체가 해골이 되어 살은 없고 아직 피는 남아 있는 채로 힘줄에 얽혀 서로 이어져 있는 것을 보고 그러한 상태를 알아차린다.
2. 수동적 주의집중을 유지한 상태로, 다른 사람의 몸을 그 시체에 비추어 바라보아 '이 몸 또한 그와 같다.'고 알아차린다. 즉, '이 사람의 몸 또한 이 시체처럼 해골이 되어 살은 없고 아직 피는 남아 있는 채로 힘줄에 얽혀 서로 이어져 있게 되는 성질을 가지고 있다.'고 알아차린다.
3. 수동적 주의집중을 유지한 상태로, 다른 사람의 몸을 그 시체에 비추어 바라보아 '이 몸 또한 그와 같이 될 것이다.'고 알아차린다. 즉, '이 사람의 몸 또한 이 시체처럼 해골이 되어 살은 없고 아직 피는 남아 있는 채로 힘줄에 얽혀 서로 이어져 있게 될 것이다.'고 알아차린다.
4. 수동적 주의집중을 유지한 상태로, 다른 사람의 몸을 그 시체에 비추어 바라보아 '이 몸 또한 그에서 벗어나지 못할 것이다.'고 알아차린다. 즉, '이 사람의 몸 또한 이 시체처럼 해골이 되어 살은 없고 아직 피는 남아 있는 채로 힘줄에 얽혀 서로 이어져 있게 되는 것에서 벗어나지 못할 것이다.'고 알아차린다.

#### (4) 다른 사람을 해골에 피와 힘줄이 뒤엉켜 있는 모습에 비추어 바라보는 수행이 능숙해지게 함
(3)의 수행을 반복한다.

#### (5) 자신과 다른 사람을 해골에 피와 힘줄이 뒤엉켜 있는 모습에 비추어 바라보는 수행
자신과 다른 사람에 대해 (1)의 수행을 행한다. 즉, 자신과 다른 사람을 교대로 해골에 피와 힘줄이 뒤엉켜 있는 모습에 비추어 바라보는 수행을 행한다.

#### (6) 자신과 다른 사람을 해골에 피와 힘줄이 뒤엉켜 있는 모습에 비추어 바라보는 수행이 능숙해지게 함
(5)의 수행을 반복한다.

#### (7) 해골에 피와 힘줄이 뒤엉켜 있는 모습에 대한 관찰을 통한 무상(생멸, 일어남과 사라짐) 관찰 수행
다음과 같이 법 즉 현상의 일어남과 사라짐(생멸), 즉, 무상을 관찰한다.
1. (1)~(6)의 수행을 행하면서, 몸에서 일어나는 현상[法]만을 관찰한다.

일어나는 현상이란 몸, 바람, 온기, 식(알음알이, 마음, 식온, 6식)의 네 가지 법을 인연(의지처)으로 하여, 즉, 이들의 화합에 의해 살아 있음이 생겨나는 것을 말한다.
2. (1)~(6)의 수행을 행하면서, 몸에서 사라지는 현상[法]만을 관찰한다.

사라지는 현상이란 몸, 바람, 온기, 식(알음알이, 마음, 식온, 6식)의 네 가지 법을 인연(의지처)으로 하여, 즉, 이들의 흩어짐에 의해 몸의 죽어 있음이 생겨나는 것을 말한다.
3. (1)~(6)의 수행을 행하면서, 몸에서 일어나기도 하고 사라지기도 하는 현상을 관찰한다.

즉, 일어나는 현상[法]과 사라지는 현상[法]을 지속적으로 교대로 관찰한다.

#### (8) 해골에 피와 힘줄이 뒤엉켜 있는 모습에 대한 관찰을 통한 무아 관찰 수행
몸이 있을 뿐 무아임을 관찰한다.
1. (1)~(6)의 수행을 행하면서, '몸이 있구나'하고 알아차림을 잘 확립한다.

몸이 있구나라는 것은 '다만 몸이 있을 뿐이고 중생도 없고 인간도 없고 여자도 없고 남자도 없고 자아도 없고 자아에 속하는 것도 없고 나도 없고 내 것도 없고 어느 누구도 없고 누구의 것도 없다'라고 알아차리는 것을 말한다.
2. (1)~(6)의 수행을 행하면서, (몸이 있구나라고 아는) 지혜만이 있고 (몸이 있구나라고 아는) 알아차림만이 현전할 때까지 알아차림을 잘 확립한다.

이 문구는 다만 (무아임을 아는) 지혜를 위하여, 계속해서 더 넓고 더 높이 (무아임을 아는) 지혜를 키우고 (무아임을 아는) 알아차림을 크게 하기 위하여라는 뜻이다.

#### (9) 해골에 피와 힘줄이 뒤엉켜 있는 모습에 대한 관찰 수행의 과보
해골에 피와 힘줄이 뒤엉켜 있는 모습에 대한 관찰의 수행의 과보로 수행자는 '의지하지 않고 머물며, 세상에서 아무 것도 움켜쥐지 않는다.'  나아가 '이와 같이 몸에서 몸을 관찰하며 머물게 된다.'
의지하지 않고 머문다는 것은 갈애와 사견(삿된 견해, 즉, 특히 아집)에 의지하던 것을 벗어나 그렇지 않은 상태에 있게 된다는 뜻이다. 아무 것도 움켜쥐지 않는다는 것은 색 · 수 · 상 · 행 · 식의 5온에 대해 나라거나 내 것이라고 집착 또는 착각하지 않는다는 뜻이다. 이와 같이 몸에서 몸을 관찰하며 머물게 된다는 것은 해골에 피와 힘줄이 뒤엉켜 있는 모습에 대한 관찰의 수행을 잘 행함으로써 죽은 시체를 표상으로 하여, 즉, 죽은 시체가 해골이 되어 살은 없고 아직 피는 남아 있는 채로 힘줄에 얽혀 서로 이어져 있는 모습을 표상으로 하여 네 가지 선(4禪)이 일어난다는 것을 뜻한다.

### 5 (10). 해골에 힘줄만 남아 붙어 있는 모습에 대한 관찰
팔리어 경전의 〈대념처경〉과 〈염처경〉 그리고 그 주석서에 따르면 해골에 힘줄만 남아 붙어 있는 모습에 대한 관찰의 수행법은 다음과 같다.

#### (1) 자신을 해골에 힘줄만 남아 붙어 있는 모습에 비추어 바라보는 수행
다시 비구들이여, ③ 비구는 마치 묘지에 버려진 시체가 해골이 되어 살과 피가 묻은 채 힘줄에 얽혀 서로 이어져 있는 것을 보게 될 것이다 … ④ 해골이 되어 살은 없고 아직 피는 남아 있는 채로 힘줄에 얽혀 서로 이어져 있는 것을 보게 될 것이다 … ⑤ 해골이 되어 살도 피도 없이 힘줄만 남아 서로 이어져 있는 것을 보게 될 것이다 … ⑥ 백골이 되어 뼈들이 흩어져서 여기에는 손뼈, 저기에는 발뼈, 또 저기에는 정강이뼈, 저기에는 넓적다리뼈, 저기에는 엉덩이뼈, 저기에는 등뼈, 저기에는 갈빗대, 저기에는 가슴뼈, 저기에는 팔뼈, 저기에는 어깨뼈, 저기에는 목뼈, 저기에는 턱뼈, 저기에는 치골, 저기에는 두개골 등이 사방에 널려있는 것을 보게 될 것이다. 그는 자신의 몸을 그에 비추어 바라본다. '이 몸도 또한 그와 같고 그와 같이 될 것이며, 그에서 벗어나지 못하리라.'고.

 — 각묵스님 옮김(2015) 《디가 니까야》 제2권 제22경 〈대념처경〉 초기불전연구원. p.509.
참고로, 주석서에 따르면, 살아 있다는 것은 바람, 온기, 식(알음알이, 마음, 식온, 6식)의 세 가지 법(현상 또는 존재, 즉 가법 또는 실법)이 몸과 화합하여 존재하는 것이고, 죽었다는 것은 이 세 가지 법이 흩어져 몸에 존재하지 않는 것이다.
1. 수동적 주의집중을 유지한 상태로, 묘지에 버려진 시체가 해골이 되어 살도 피도 없이 힘줄만 남아 서로 이어져 있는 것을 보고 그러한 상태를 알아차린다.
2. 수동적 주의집중을 유지한 상태로, 자신의 몸을 그 시체에 비추어 바라보아 '이 몸 또한 그와 같다.'고 알아차린다. 즉, '이 몸 또한 이 시체처럼 해골이 되어 살도 피도 없이 힘줄만 남아 서로 이어져 있게 되는 성질을 가지고 있다.'고 알아차린다.
3. 수동적 주의집중을 유지한 상태로, 자신의 몸을 그 시체에 비추어 바라보아 '이 몸 또한 그와 같이 될 것이다.'고 알아차린다. 즉, '이 몸 또한 이 시체처럼 해골이 되어 살도 피도 없이 힘줄만 남아 서로 이어져 있게 될 것이다.'고 알아차린다.
4. 수동적 주의집중을 유지한 상태로, 자신의 몸을 그 시체에 비추어 바라보아 '이 몸 또한 그에서 벗어나지 못할 것이다.'고 알아차린다. 즉, '이 몸 또한 이 시체처럼 해골이 되어 살도 피도 없이 힘줄만 남아 서로 이어져 있게 되는 것에서 벗어나지 못할 것이다.'고 알아차린다.

#### (2) 자신을 해골에 힘줄만 남아 붙어 있는 모습에 비추어 바라보는 수행이 능숙해지게 함
(1)의 수행을 반복한다.

#### (3) 다른 사람을 해골에 힘줄만 남아 붙어 있는 모습에 비추어 바라보는 수행
1. 수동적 주의집중을 유지한 상태로, 묘지에 버려진 시체가 해골이 되어 살도 피도 없이 힘줄만 남아 서로 이어져 있는 것을 보고 그러한 상태를 알아차린다.
2. 수동적 주의집중을 유지한 상태로, 다른 사람의 몸을 그 시체에 비추어 바라보아 '이 몸 또한 그와 같다.'고 알아차린다. 즉, '이 사람의 몸 또한 이 시체처럼 해골이 되어 살도 피도 없이 힘줄만 남아 서로 이어져 있게 되는 성질을 가지고 있다.'고 알아차린다.
3. 수동적 주의집중을 유지한 상태로, 다른 사람의 몸을 그 시체에 비추어 바라보아 '이 몸 또한 그와 같이 될 것이다.'고 알아차린다. 즉, '이 사람의 몸 또한 이 시체처럼 해골이 되어 살도 피도 없이 힘줄만 남아 서로 이어져 있게 될 것이다.'고 알아차린다.
4. 수동적 주의집중을 유지한 상태로, 다른 사람의 몸을 그 시체에 비추어 바라보아 '이 몸 또한 그에서 벗어나지 못할 것이다.'고 알아차린다. 즉, '이 사람의 몸 또한 이 시체처럼 해골이 되어 살도 피도 없이 힘줄만 남아 서로 이어져 있게 되는 것에서 벗어나지 못할 것이다.'고 알아차린다.

#### (4) 다른 사람을 해골에 힘줄만 남아 붙어 있는 모습에 비추어 바라보는 수행이 능숙해지게 함
(3)의 수행을 반복한다.

#### (5) 자신과 다른 사람을 해골에 힘줄만 남아 붙어 있는 모습에 비추어 바라보는 수행
자신과 다른 사람에 대해 (1)의 수행을 행한다. 즉, 자신과 다른 사람을 교대로 해골에 힘줄만 남아 붙어 있는 모습에 비추어 바라보는 수행을 행한다.

#### (6) 자신과 다른 사람을 해골에 힘줄만 남아 붙어 있는 모습에 비추어 바라보는 수행이 능숙해지게 함
(5)의 수행을 반복한다.

#### (7) 해골에 힘줄만 남아 붙어 있는 모습에 대한 관찰을 통한 무상(생멸, 일어남과 사라짐) 관찰 수행
다음과 같이 법 즉 현상의 일어남과 사라짐(생멸), 즉, 무상을 관찰한다.
1. (1)~(6)의 수행을 행하면서, 몸에서 일어나는 현상[法]만을 관찰한다.

일어나는 현상이란 몸, 바람, 온기, 식(알음알이, 마음, 식온, 6식)의 네 가지 법을 인연(의지처)으로 하여, 즉, 이들의 화합에 의해 살아 있음이 생겨나는 것을 말한다.
2. (1)~(6)의 수행을 행하면서, 몸에서 사라지는 현상[法]만을 관찰한다.

사라지는 현상이란 몸, 바람, 온기, 식(알음알이, 마음, 식온, 6식)의 네 가지 법을 인연(의지처)으로 하여, 즉, 이들의 흩어짐에 의해 몸의 죽어 있음이 생겨나는 것을 말한다.
3. (1)~(6)의 수행을 행하면서, 몸에서 일어나기도 하고 사라지기도 하는 현상을 관찰한다.

즉, 일어나는 현상[法]과 사라지는 현상[法]을 지속적으로 교대로 관찰한다.

#### (8) 해골에 힘줄만 남아 붙어 있는 모습에 대한 관찰을 통한 무아 관찰 수행
몸이 있을 뿐 무아임을 관찰한다.
1. (1)~(6)의 수행을 행하면서, '몸이 있구나'하고 알아차림을 잘 확립한다.

몸이 있구나라는 것은 '다만 몸이 있을 뿐이고 중생도 없고 인간도 없고 여자도 없고 남자도 없고 자아도 없고 자아에 속하는 것도 없고 나도 없고 내 것도 없고 어느 누구도 없고 누구의 것도 없다'라고 알아차리는 것을 말한다.
2. (1)~(6)의 수행을 행하면서, (몸이 있구나라고 아는) 지혜만이 있고 (몸이 있구나라고 아는) 알아차림만이 현전할 때까지 알아차림을 잘 확립한다.

이 문구는 다만 (무아임을 아는) 지혜를 위하여, 계속해서 더 넓고 더 높이 (무아임을 아는) 지혜를 키우고 (무아임을 아는) 알아차림을 크게 하기 위하여라는 뜻이다.

#### (9) 해골에 힘줄만 남아 붙어 있는 모습에 대한 관찰 수행의 과보
해골에 힘줄만 남아 붙어 있는 모습에 대한 관찰의 수행의 과보로 수행자는 '의지하지 않고 머물며, 세상에서 아무 것도 움켜쥐지 않는다.'  나아가 '이와 같이 몸에서 몸을 관찰하며 머물게 된다.'
의지하지 않고 머문다는 것은 갈애와 사견(삿된 견해, 즉, 특히 아집)에 의지하던 것을 벗어나 그렇지 않은 상태에 있게 된다는 뜻이다. 아무 것도 움켜쥐지 않는다는 것은 색 · 수 · 상 · 행 · 식의 5온에 대해 나라거나 내 것이라고 집착 또는 착각하지 않는다는 뜻이다. 이와 같이 몸에서 몸을 관찰하며 머물게 된다는 것은 해골에 힘줄만 남아 붙어 있는 모습에 대한 관찰의 수행을 잘 행함으로써 죽은 시체를 표상으로 하여, 즉, 죽은 시체가 해골이 되어 살도 피도 없이 힘줄만 남아 서로 이어져 있는 모습을 표상으로 하여 네 가지 선(4禪)이 일어난다는 것을 뜻한다.

### 6 (11). 해골과 뼈가 흩어져 있는 모습에 대한 관찰
팔리어 경전의 〈대념처경〉과 〈염처경〉 그리고 그 주석서에 따르면 해골과 뼈가 흩어져 있는 모습에 대한 관찰의 수행법은 다음과 같다.

#### (1) 자신을 해골과 뼈가 흩어져 있는 모습에 비추어 바라보는 수행
다시 비구들이여, ③ 비구는 마치 묘지에 버려진 시체가 해골이 되어 살과 피가 묻은 채 힘줄에 얽혀 서로 이어져 있는 것을 보게 될 것이다 … ④ 해골이 되어 살은 없고 아직 피는 남아 있는 채로 힘줄에 얽혀 서로 이어져 있는 것을 보게 될 것이다 … ⑤ 해골이 되어 살도 피도 없이 힘줄만 남아 서로 이어져 있는 것을 보게 될 것이다 … ⑥ 백골이 되어 뼈들이 흩어져서 여기에는 손뼈, 저기에는 발뼈, 또 저기에는 정강이뼈, 저기에는 넓적다리뼈, 저기에는 엉덩이뼈, 저기에는 등뼈, 저기에는 갈빗대, 저기에는 가슴뼈, 저기에는 팔뼈, 저기에는 어깨뼈, 저기에는 목뼈, 저기에는 턱뼈, 저기에는 치골, 저기에는 두개골 등이 사방에 널려있는 것을 보게 될 것이다. 그는 자신의 몸을 그에 비추어 바라본다. '이 몸도 또한 그와 같고 그와 같이 될 것이며, 그에서 벗어나지 못하리라.'고.

 — 각묵스님 옮김(2015) 《디가 니까야》 제2권 제22경 〈대념처경〉 초기불전연구원. p.509.
참고로, 주석서에 따르면, 살아 있다는 것은 바람, 온기, 식(알음알이, 마음, 식온, 6식)의 세 가지 법(현상 또는 존재, 즉 가법 또는 실법)이 몸과 화합하여 존재하는 것이고, 죽었다는 것은 이 세 가지 법이 흩어져 몸에 존재하지 않는 것이다.
1. 수동적 주의집중을 유지한 상태로, 묘지에 버려진 시체가 백골이 되어 뼈들이 흩어져서 여기에는 손뼈, 저기에는 발뼈, 또 저기에는 정강이뼈, 저기에는 넓적다리뼈, 저기에는 엉덩이뼈, 저기에는 등뼈, 저기에는 갈빗대, 저기에는 가슴뼈, 저기에는 팔뼈, 저기에는 어깨뼈, 저기에는 목뼈, 저기에는 턱뼈, 저기에는 치골, 저기에는 두개골 등이 사방에 널려있는 것을 보고 그러한 상태를 알아차린다.
2. 수동적 주의집중을 유지한 상태로, 자신의 몸을 그 시체에 비추어 바라보아 '이 몸 또한 그와 같다.'고 알아차린다. 즉, '이 몸 또한 이 시체처럼 백골이 되어 뼈들이 흩어져서 여기에는 손뼈, 저기에는 발뼈, 또 저기에는 정강이뼈, 저기에는 넓적다리뼈, 저기에는 엉덩이뼈, 저기에는 등뼈, 저기에는 갈빗대, 저기에는 가슴뼈, 저기에는 팔뼈, 저기에는 어깨뼈, 저기에는 목뼈, 저기에는 턱뼈, 저기에는 치골, 저기에는 두개골 등이 사방에 널려있게 되는 성질을 가지고 있다.'고 알아차린다.
3. 수동적 주의집중을 유지한 상태로, 자신의 몸을 그 시체에 비추어 바라보아 '이 몸 또한 그와 같이 될 것이다.'고 알아차린다. 즉, '이 몸 또한 이 시체처럼 백골이 되어 뼈들이 흩어져서 여기에는 손뼈, 저기에는 발뼈, 또 저기에는 정강이뼈, 저기에는 넓적다리뼈, 저기에는 엉덩이뼈, 저기에는 등뼈, 저기에는 갈빗대, 저기에는 가슴뼈, 저기에는 팔뼈, 저기에는 어깨뼈, 저기에는 목뼈, 저기에는 턱뼈, 저기에는 치골, 저기에는 두개골 등이 사방에 널려있게 될 것이다.'고 알아차린다.
4. 수동적 주의집중을 유지한 상태로, 자신의 몸을 그 시체에 비추어 바라보아 '이 몸 또한 그에서 벗어나지 못할 것이다.'고 알아차린다. 즉, '이 몸 또한 이 시체처럼 백골이 되어 뼈들이 흩어져서 여기에는 손뼈, 저기에는 발뼈, 또 저기에는 정강이뼈, 저기에는 넓적다리뼈, 저기에는 엉덩이뼈, 저기에는 등뼈, 저기에는 갈빗대, 저기에는 가슴뼈, 저기에는 팔뼈, 저기에는 어깨뼈, 저기에는 목뼈, 저기에는 턱뼈, 저기에는 치골, 저기에는 두개골 등이 사방에 널려있게 되는 것에서 벗어나지 못할 것이다.'고 알아차린다.

#### (2) 자신을 해골과 뼈가 흩어져 있는 모습에 비추어 바라보는 수행이 능숙해지게 함
(1)의 수행을 반복한다.

#### (3) 다른 사람을 해골과 뼈가 흩어져 있는 모습에 비추어 바라보는 수행
1. 수동적 주의집중을 유지한 상태로, 묘지에 버려진 시체가 백골이 되어 뼈들이 흩어져서 여기에는 손뼈, 저기에는 발뼈, 또 저기에는 정강이뼈, 저기에는 넓적다리뼈, 저기에는 엉덩이뼈, 저기에는 등뼈, 저기에는 갈빗대, 저기에는 가슴뼈, 저기에는 팔뼈, 저기에는 어깨뼈, 저기에는 목뼈, 저기에는 턱뼈, 저기에는 치골, 저기에는 두개골 등이 사방에 널려있는 것을 보고 그러한 상태를 알아차린다.
2. 수동적 주의집중을 유지한 상태로, 다른 사람의 몸을 그 시체에 비추어 바라보아 '이 몸 또한 그와 같다.'고 알아차린다. 즉, '이 사람의 몸 또한 이 시체처럼 백골이 되어 뼈들이 흩어져서 여기에는 손뼈, 저기에는 발뼈, 또 저기에는 정강이뼈, 저기에는 넓적다리뼈, 저기에는 엉덩이뼈, 저기에는 등뼈, 저기에는 갈빗대, 저기에는 가슴뼈, 저기에는 팔뼈, 저기에는 어깨뼈, 저기에는 목뼈, 저기에는 턱뼈, 저기에는 치골, 저기에는 두개골 등이 사방에 널려있게 되는 성질을 가지고 있다.'고 알아차린다.
3. 수동적 주의집중을 유지한 상태로, 다른 사람의 몸을 그 시체에 비추어 바라보아 '이 몸 또한 그와 같이 될 것이다.'고 알아차린다. 즉, '이 사람의 몸 또한 이 시체처럼 백골이 되어 뼈들이 흩어져서 여기에는 손뼈, 저기에는 발뼈, 또 저기에는 정강이뼈, 저기에는 넓적다리뼈, 저기에는 엉덩이뼈, 저기에는 등뼈, 저기에는 갈빗대, 저기에는 가슴뼈, 저기에는 팔뼈, 저기에는 어깨뼈, 저기에는 목뼈, 저기에는 턱뼈, 저기에는 치골, 저기에는 두개골 등이 사방에 널려있게 될 것이다.'고 알아차린다.
4. 수동적 주의집중을 유지한 상태로, 다른 사람의 몸을 그 시체에 비추어 바라보아 '이 몸 또한 그에서 벗어나지 못할 것이다.'고 알아차린다. 즉, '이 사람의 몸 또한 이 시체처럼 백골이 되어 뼈들이 흩어져서 여기에는 손뼈, 저기에는 발뼈, 또 저기에는 정강이뼈, 저기에는 넓적다리뼈, 저기에는 엉덩이뼈, 저기에는 등뼈, 저기에는 갈빗대, 저기에는 가슴뼈, 저기에는 팔뼈, 저기에는 어깨뼈, 저기에는 목뼈, 저기에는 턱뼈, 저기에는 치골, 저기에는 두개골 등이 사방에 널려있게 되는 것에서 벗어나지 못할 것이다.'고 알아차린다.

#### (4) 다른 사람을 해골과 뼈가 흩어져 있는 모습에 비추어 바라보는 수행이 능숙해지게 함
(3)의 수행을 반복한다.

#### (5) 자신과 다른 사람을 해골과 뼈가 흩어져 있는 모습에 비추어 바라보는 수행
자신과 다른 사람에 대해 (1)의 수행을 행한다. 즉, 자신과 다른 사람을 교대로 해골과 뼈가 흩어져 있는 모습에 비추어 바라보는 수행을 행한다.

#### (6) 자신과 다른 사람을 해골과 뼈가 흩어져 있는 모습에 비추어 바라보는 수행이 능숙해지게 함
(5)의 수행을 반복한다.

#### (7) 해골과 뼈가 흩어져 있는 모습에 대한 관찰을 통한 무상(생멸, 일어남과 사라짐) 관찰 수행
다음과 같이 법 즉 현상의 일어남과 사라짐(생멸), 즉, 무상을 관찰한다.
1. (1)~(6)의 수행을 행하면서, 몸에서 일어나는 현상[法]만을 관찰한다.

일어나는 현상이란 몸, 바람, 온기, 식(알음알이, 마음, 식온, 6식)의 네 가지 법을 인연(의지처)으로 하여, 즉, 이들의 화합에 의해 살아 있음이 생겨나는 것을 말한다.
2. (1)~(6)의 수행을 행하면서, 몸에서 사라지는 현상[法]만을 관찰한다.

사라지는 현상이란 몸, 바람, 온기, 식(알음알이, 마음, 식온, 6식)의 네 가지 법을 인연(의지처)으로 하여, 즉, 이들의 흩어짐에 의해 몸의 죽어 있음이 생겨나는 것을 말한다.
3. (1)~(6)의 수행을 행하면서, 몸에서 일어나기도 하고 사라지기도 하는 현상을 관찰한다.

즉, 일어나는 현상[法]과 사라지는 현상[法]을 지속적으로 교대로 관찰한다.

#### (8) 해골과 뼈가 흩어져 있는 모습에 대한 관찰을 통한 무아 관찰 수행
몸이 있을 뿐 무아임을 관찰한다.
1. (1)~(6)의 수행을 행하면서, '몸이 있구나'하고 알아차림을 잘 확립한다.

몸이 있구나라는 것은 '다만 몸이 있을 뿐이고 중생도 없고 인간도 없고 여자도 없고 남자도 없고 자아도 없고 자아에 속하는 것도 없고 나도 없고 내 것도 없고 어느 누구도 없고 누구의 것도 없다'라고 알아차리는 것을 말한다.
2. (1)~(6)의 수행을 행하면서, (몸이 있구나라고 아는) 지혜만이 있고 (몸이 있구나라고 아는) 알아차림만이 현전할 때까지 알아차림을 잘 확립한다.

이 문구는 다만 (무아임을 아는) 지혜를 위하여, 계속해서 더 넓고 더 높이 (무아임을 아는) 지혜를 키우고 (무아임을 아는) 알아차림을 크게 하기 위하여라는 뜻이다.

#### (9) 해골과 뼈가 흩어져 있는 모습에 대한 관찰 수행의 과보
해골과 뼈가 흩어져 있는 모습에 대한 관찰의 수행의 과보로 수행자는 '의지하지 않고 머물며, 세상에서 아무 것도 움켜쥐지 않는다.'  나아가 '이와 같이 몸에서 몸을 관찰하며 머물게 된다.'
의지하지 않고 머문다는 것은 갈애와 사견(삿된 견해, 즉, 특히 아집)에 의지하던 것을 벗어나 그렇지 않은 상태에 있게 된다는 뜻이다. 아무 것도 움켜쥐지 않는다는 것은 색 · 수 · 상 · 행 · 식의 5온에 대해 나라거나 내 것이라고 집착 또는 착각하지 않는다는 뜻이다. 이와 같이 몸에서 몸을 관찰하며 머물게 된다는 것은 해골과 뼈가 흩어져 있는 모습에 대한 관찰의 수행을 잘 행함으로써 죽은 시체를 표상으로 하여, 즉, 죽은 시체가 백골이 되어 뼈들이 흩어져서 여기에는 손뼈, 저기에는 발뼈, 또 저기에는 정강이뼈, 저기에는 넓적다리뼈, 저기에는 엉덩이뼈, 저기에는 등뼈, 저기에는 갈빗대, 저기에는 가슴뼈, 저기에는 팔뼈, 저기에는 어깨뼈, 저기에는 목뼈, 저기에는 턱뼈, 저기에는 치골, 저기에는 두개골 등이 사방에 널려있는 모습을 표상으로 하여 네 가지 선(4禪)이 일어난다는 것을 뜻한다.

### 7 (12). 해골이 하얗게 바랜 모습에 대한 관찰
팔리어 경전의 〈대념처경〉과 〈염처경〉 그리고 그 주석서에 따르면 해골이 하얗게 바랜 모습에 대한 관찰의 수행법은 다음과 같다.

#### (1) 자신을 해골이 하얗게 바랜 모습에 비추어 바라보는 수행
다시 비구들이여, ⑦ 비구는 마치 묘지에 버려진 시체가 백골이 되어 뼈가 하얗게 변하여 조개껍질 색깔처럼 된 것을 보게 될 것이다 … ⑧ 백골이 되어 단지 뼈무더기가 되어 있는 것을 보게 될 것이다 … ⑨ 그 백골이 해를 넘기면서 삭아 가루가 된 것을 보게 될 것이다. 그는 자신의 몸을 그에 비추어 바라본다. '이 몸도 또한 그와 같고 그와 같이 될 것이며, 그에서 벗어나지 못하리라.'고.

 — 각묵스님 옮김(2015) 《디가 니까야》 제2권 제22경 〈대념처경〉 초기불전연구원. pp.509~510.
참고로, 주석서에 따르면, 살아 있다는 것은 바람, 온기, 식(알음알이, 마음, 식온, 6식)의 세 가지 법(현상 또는 존재, 즉 가법 또는 실법)이 몸과 화합하여 존재하는 것이고, 죽었다는 것은 이 세 가지 법이 흩어져 몸에 존재하지 않는 것이다.
1. 수동적 주의집중을 유지한 상태로, 묘지에 버려진 시체가 백골이 되어 뼈가 하얗게 변하여 조개껍질 색깔처럼 된 것을 보고 그러한 상태를 알아차린다.
2. 수동적 주의집중을 유지한 상태로, 자신의 몸을 그 시체에 비추어 바라보아 '이 몸 또한 그와 같다.'고 알아차린다. 즉, '이 몸 또한 이 시체처럼 백골이 되어 뼈가 하얗게 변하여 조개껍질 색깔처럼 되는 성질을 가지고 있다.'고 알아차린다.
3. 수동적 주의집중을 유지한 상태로, 자신의 몸을 그 시체에 비추어 바라보아 '이 몸 또한 그와 같이 될 것이다.'고 알아차린다. 즉, '이 몸 또한 이 시체처럼 백골이 되어 뼈가 하얗게 변하여 조개껍질 색깔처럼 될 것이다.'고 알아차린다.
4. 수동적 주의집중을 유지한 상태로, 자신의 몸을 그 시체에 비추어 바라보아 '이 몸 또한 그에서 벗어나지 못할 것이다.'고 알아차린다. 즉, '이 몸 또한 이 시체처럼 백골이 되어 뼈가 하얗게 변하여 조개껍질 색깔처럼 되는 것에서 벗어나지 못할 것이다.'고 알아차린다.

#### (2) 자신을 해골이 하얗게 바랜 모습에 비추어 바라보는 수행이 능숙해지게 함
(1)의 수행을 반복한다.

#### (3) 다른 사람을 해골이 하얗게 바랜 모습에 비추어 바라보는 수행
1. 수동적 주의집중을 유지한 상태로, 묘지에 버려진 시체가 백골이 되어 뼈가 하얗게 변하여 조개껍질 색깔처럼 된 것을 보고 그러한 상태를 알아차린다.
2. 수동적 주의집중을 유지한 상태로, 다른 사람의 몸을 그 시체에 비추어 바라보아 '이 몸 또한 그와 같다.'고 알아차린다. 즉, '이 사람의 몸 또한 이 시체처럼 백골이 되어 뼈가 하얗게 변하여 조개껍질 색깔처럼 되는 성질을 가지고 있다.'고 알아차린다.
3. 수동적 주의집중을 유지한 상태로, 다른 사람의 몸을 그 시체에 비추어 바라보아 '이 몸 또한 그와 같이 될 것이다.'고 알아차린다. 즉, '이 사람의 몸 또한 이 시체처럼 백골이 되어 뼈가 하얗게 변하여 조개껍질 색깔처럼 될 것이다.'고 알아차린다.
4. 수동적 주의집중을 유지한 상태로, 다른 사람의 몸을 그 시체에 비추어 바라보아 '이 몸 또한 그에서 벗어나지 못할 것이다.'고 알아차린다. 즉, '이 사람의 몸 또한 이 시체처럼 백골이 되어 뼈가 하얗게 변하여 조개껍질 색깔처럼 되는 것에서 벗어나지 못할 것이다.'고 알아차린다.

#### (4) 다른 사람을 해골이 하얗게 바랜 모습에 비추어 바라보는 수행이 능숙해지게 함
(3)의 수행을 반복한다.

#### (5) 자신과 다른 사람을 해골이 하얗게 바랜 모습에 비추어 바라보는 수행
자신과 다른 사람에 대해 (1)의 수행을 행한다. 즉, 자신과 다른 사람을 교대로 해골이 하얗게 바랜 모습에 비추어 바라보는 수행을 행한다.

#### (6) 자신과 다른 사람을 해골이 하얗게 바랜 모습에 비추어 바라보는 수행이 능숙해지게 함
(5)의 수행을 반복한다.

#### (7) 해골이 하얗게 바랜 모습에 대한 관찰을 통한 무상(생멸, 일어남과 사라짐) 관찰 수행
다음과 같이 법 즉 현상의 일어남과 사라짐(생멸), 즉, 무상을 관찰한다.
1. (1)~(6)의 수행을 행하면서, 몸에서 일어나는 현상[法]만을 관찰한다.

일어나는 현상이란 몸, 바람, 온기, 식(알음알이, 마음, 식온, 6식)의 네 가지 법을 인연(의지처)으로 하여, 즉, 이들의 화합에 의해 살아 있음이 생겨나는 것을 말한다.
2. (1)~(6)의 수행을 행하면서, 몸에서 사라지는 현상[法]만을 관찰한다.

사라지는 현상이란 몸, 바람, 온기, 식(알음알이, 마음, 식온, 6식)의 네 가지 법을 인연(의지처)으로 하여, 즉, 이들의 흩어짐에 의해 몸의 죽어 있음이 생겨나는 것을 말한다.
3. (1)~(6)의 수행을 행하면서, 몸에서 일어나기도 하고 사라지기도 하는 현상을 관찰한다.

즉, 일어나는 현상[法]과 사라지는 현상[法]을 지속적으로 교대로 관찰한다.

#### (8) 해골이 하얗게 바랜 모습에 대한 관찰을 통한 무아 관찰 수행
몸이 있을 뿐 무아임을 관찰한다.
1. (1)~(6)의 수행을 행하면서, '몸이 있구나'하고 알아차림을 잘 확립한다.

몸이 있구나라는 것은 '다만 몸이 있을 뿐이고 중생도 없고 인간도 없고 여자도 없고 남자도 없고 자아도 없고 자아에 속하는 것도 없고 나도 없고 내 것도 없고 어느 누구도 없고 누구의 것도 없다'라고 알아차리는 것을 말한다.
2. (1)~(6)의 수행을 행하면서, (몸이 있구나라고 아는) 지혜만이 있고 (몸이 있구나라고 아는) 알아차림만이 현전할 때까지 알아차림을 잘 확립한다.

이 문구는 다만 (무아임을 아는) 지혜를 위하여, 계속해서 더 넓고 더 높이 (무아임을 아는) 지혜를 키우고 (무아임을 아는) 알아차림을 크게 하기 위하여라는 뜻이다.

#### (9) 해골이 하얗게 바랜 모습에 대한 관찰 수행의 과보
해골이 하얗게 바랜 모습에 대한 관찰의 수행의 과보로 수행자는 '의지하지 않고 머물며, 세상에서 아무 것도 움켜쥐지 않는다.'  나아가 '이와 같이 몸에서 몸을 관찰하며 머물게 된다.'
의지하지 않고 머문다는 것은 갈애와 사견(삿된 견해, 즉, 특히 아집)에 의지하던 것을 벗어나 그렇지 않은 상태에 있게 된다는 뜻이다. 아무 것도 움켜쥐지 않는다는 것은 색 · 수 · 상 · 행 · 식의 5온에 대해 나라거나 내 것이라고 집착 또는 착각하지 않는다는 뜻이다. 이와 같이 몸에서 몸을 관찰하며 머물게 된다는 것은 해골이 하얗게 바랜 모습에 대한 관찰의 수행을 잘 행함으로써 죽은 시체를 표상으로 하여, 즉, 죽은 시체가 백골이 되어 뼈가 하얗게 변하여 조개껍질 색깔처럼 된 모습을 표상으로 하여 네 가지 선(4禪)이 일어난다는 것을 뜻한다.

### 8 (13). 해골이 뼈 무더기로 변한 모습에 대한 관찰
팔리어 경전의 〈대념처경〉과 〈염처경〉 그리고 그 주석서에 따르면 해골이 뼈 무더기로 변한 모습에 대한 관찰의 수행법은 다음과 같다.

#### (1) 자신을 해골이 뼈 무더기로 변한 모습에 비추어 바라보는 수행
다시 비구들이여, ⑦ 비구는 마치 묘지에 버려진 시체가 백골이 되어 뼈가 하얗게 변하여 조개껍질 색깔처럼 된 것을 보게 될 것이다 … ⑧ 백골이 되어 단지 뼈무더기가 되어 있는 것을 보게 될 것이다 … ⑨ 그 백골이 해를 넘기면서 삭아 가루가 된 것을 보게 될 것이다. 그는 자신의 몸을 그에 비추어 바라본다. '이 몸도 또한 그와 같고 그와 같이 될 것이며, 그에서 벗어나지 못하리라.'고.

 — 각묵스님 옮김(2015) 《디가 니까야》 제2권 제22경 〈대념처경〉 초기불전연구원. pp.509~510.
참고로, 주석서에 따르면, 살아 있다는 것은 바람, 온기, 식(알음알이, 마음, 식온, 6식)의 세 가지 법(현상 또는 존재, 즉 가법 또는 실법)이 몸과 화합하여 존재하는 것이고, 죽었다는 것은 이 세 가지 법이 흩어져 몸에 존재하지 않는 것이다.
1. 수동적 주의집중을 유지한 상태로, 묘지에 버려진 시체가 백골이 되어 단지 뼈무더기가 되어 있는 것을 보고 그러한 상태를 알아차린다.
2. 수동적 주의집중을 유지한 상태로, 자신의 몸을 그 시체에 비추어 바라보아 '이 몸 또한 그와 같다.'고 알아차린다. 즉, '이 몸 또한 이 시체처럼 백골이 되어 단지 뼈무더기가 되는 성질을 가지고 있다.'고 알아차린다.
3. 수동적 주의집중을 유지한 상태로, 자신의 몸을 그 시체에 비추어 바라보아 '이 몸 또한 그와 같이 될 것이다.'고 알아차린다. 즉, '이 몸 또한 이 시체처럼 백골이 되어 단지 뼈무더기가 될 것이다.'고 알아차린다.
4. 수동적 주의집중을 유지한 상태로, 자신의 몸을 그 시체에 비추어 바라보아 '이 몸 또한 그에서 벗어나지 못할 것이다.'고 알아차린다. 즉, '이 몸 또한 이 시체처럼 백골이 되어 단지 뼈무더기가 되는 것에서 벗어나지 못할 것이다.'고 알아차린다.

#### (2) 자신을 해골이 뼈 무더기로 변한 모습에 비추어 바라보는 수행이 능숙해지게 함
(1)의 수행을 반복한다.

#### (3) 다른 사람을 해골이 뼈 무더기로 변한 모습에 비추어 바라보는 수행
1. 수동적 주의집중을 유지한 상태로, 묘지에 버려진 시체가 백골이 되어 단지 뼈무더기가 되어 있는 것을 보고 그러한 상태를 알아차린다.
2. 수동적 주의집중을 유지한 상태로, 다른 사람의 몸을 그 시체에 비추어 바라보아 '이 몸 또한 그와 같다.'고 알아차린다. 즉, '이 사람의 몸 또한 이 시체처럼 백골이 되어 단지 뼈무더기가 되는 성질을 가지고 있다.'고 알아차린다.
3. 수동적 주의집중을 유지한 상태로, 다른 사람의 몸을 그 시체에 비추어 바라보아 '이 몸 또한 그와 같이 될 것이다.'고 알아차린다. 즉, '이 사람의 몸 또한 이 시체처럼 백골이 되어 단지 뼈무더기가 될 것이다.'고 알아차린다.
4. 수동적 주의집중을 유지한 상태로, 다른 사람의 몸을 그 시체에 비추어 바라보아 '이 몸 또한 그에서 벗어나지 못할 것이다.'고 알아차린다. 즉, '이 사람의 몸 또한 이 시체처럼 백골이 되어 단지 뼈무더기가 되는 것에서 벗어나지 못할 것이다.'고 알아차린다.

#### (4) 다른 사람을 해골이 뼈 무더기로 변한 모습에 비추어 바라보는 수행이 능숙해지게 함
(3)의 수행을 반복한다.

#### (5) 자신과 다른 사람을 해골이 뼈 무더기로 변한 모습에 비추어 바라보는 수행
자신과 다른 사람에 대해 (1)의 수행을 행한다. 즉, 자신과 다른 사람을 교대로 해골이 뼈 무더기로 변한 모습에 비추어 바라보는 수행을 행한다.

#### (6) 자신과 다른 사람을 해골이 뼈 무더기로 변한 모습에 비추어 바라보는 수행이 능숙해지게 함
(5)의 수행을 반복한다.

#### (7) 해골이 뼈 무더기로 변한 모습에 대한 관찰을 통한 무상(생멸, 일어남과 사라짐) 관찰 수행
다음과 같이 법 즉 현상의 일어남과 사라짐(생멸), 즉, 무상을 관찰한다.
1. (1)~(6)의 수행을 행하면서, 몸에서 일어나는 현상[法]만을 관찰한다.

일어나는 현상이란 몸, 바람, 온기, 식(알음알이, 마음, 식온, 6식)의 네 가지 법을 인연(의지처)으로 하여, 즉, 이들의 화합에 의해 살아 있음이 생겨나는 것을 말한다.
2. (1)~(6)의 수행을 행하면서, 몸에서 사라지는 현상[法]만을 관찰한다.

사라지는 현상이란 몸, 바람, 온기, 식(알음알이, 마음, 식온, 6식)의 네 가지 법을 인연(의지처)으로 하여, 즉, 이들의 흩어짐에 의해 몸의 죽어 있음이 생겨나는 것을 말한다.
3. (1)~(6)의 수행을 행하면서, 몸에서 일어나기도 하고 사라지기도 하는 현상을 관찰한다.

즉, 일어나는 현상[法]과 사라지는 현상[法]을 지속적으로 교대로 관찰한다.

#### (8) 해골이 뼈 무더기로 변한 모습에 대한 관찰을 통한 무아 관찰 수행
몸이 있을 뿐 무아임을 관찰한다.
1. (1)~(6)의 수행을 행하면서, '몸이 있구나'하고 알아차림을 잘 확립한다.

몸이 있구나라는 것은 '다만 몸이 있을 뿐이고 중생도 없고 인간도 없고 여자도 없고 남자도 없고 자아도 없고 자아에 속하는 것도 없고 나도 없고 내 것도 없고 어느 누구도 없고 누구의 것도 없다'라고 알아차리는 것을 말한다.
2. (1)~(6)의 수행을 행하면서, (몸이 있구나라고 아는) 지혜만이 있고 (몸이 있구나라고 아는) 알아차림만이 현전할 때까지 알아차림을 잘 확립한다.

이 문구는 다만 (무아임을 아는) 지혜를 위하여, 계속해서 더 넓고 더 높이 (무아임을 아는) 지혜를 키우고 (무아임을 아는) 알아차림을 크게 하기 위하여라는 뜻이다.

#### (9) 해골이 뼈 무더기로 변한 모습에 대한 관찰 수행의 과보
해골이 뼈 무더기로 변한 모습에 대한 관찰의 수행의 과보로 수행자는 '의지하지 않고 머물며, 세상에서 아무 것도 움켜쥐지 않는다.'  나아가 '이와 같이 몸에서 몸을 관찰하며 머물게 된다.'
의지하지 않고 머문다는 것은 갈애와 사견(삿된 견해, 즉, 특히 아집)에 의지하던 것을 벗어나 그렇지 않은 상태에 있게 된다는 뜻이다. 아무 것도 움켜쥐지 않는다는 것은 색 · 수 · 상 · 행 · 식의 5온에 대해 나라거나 내 것이라고 집착 또는 착각하지 않는다는 뜻이다. 이와 같이 몸에서 몸을 관찰하며 머물게 된다는 것은 해골이 뼈 무더기로 변한 모습에 대한 관찰의 수행을 잘 행함으로써 죽은 시체를 표상으로 하여, 즉, 죽은 시체가 백골이 되어 단지 뼈무더기가 되어 있는 모습을 표상으로 하여 네 가지 선(4禪)이 일어난다는 것을 뜻한다.

### 8 (14). 뼈가 삭아 티끌로 변한 모습에 대한 관찰
팔리어 경전의 〈대념처경〉과 〈염처경〉 그리고 그 주석서에 따르면 뼈가 삭아 티끌로 변한 모습에 대한 관찰의 수행법은 다음과 같다.

#### (1) 자신을 뼈가 삭아 티끌로 변한 모습에 비추어 바라보는 수행
다시 비구들이여, ⑦ 비구는 마치 묘지에 버려진 시체가 백골이 되어 뼈가 하얗게 변하여 조개껍질 색깔처럼 된 것을 보게 될 것이다 … ⑧ 백골이 되어 단지 뼈무더기가 되어 있는 것을 보게 될 것이다 … ⑨ 그 백골이 해를 넘기면서 삭아 가루가 된 것을 보게 될 것이다. 그는 자신의 몸을 그에 비추어 바라본다. '이 몸도 또한 그와 같고 그와 같이 될 것이며, 그에서 벗어나지 못하리라.'고.

 — 각묵스님 옮김(2015) 《디가 니까야》 제2권 제22경 〈대념처경〉 초기불전연구원. pp.509~510.
참고로, 주석서에 따르면, 살아 있다는 것은 바람, 온기, 식(알음알이, 마음, 식온, 6식)의 세 가지 법(현상 또는 존재, 즉 가법 또는 실법)이 몸과 화합하여 존재하는 것이고, 죽었다는 것은 이 세 가지 법이 흩어져 몸에 존재하지 않는 것이다.
1. 수동적 주의집중을 유지한 상태로, 묘지에 버려진 시체가 백골이 해를 넘기면서 삭아 가루가 되어 있는 것을 보고 그러한 상태를 알아차린다.
2. 수동적 주의집중을 유지한 상태로, 자신의 몸을 그 시체에 비추어 바라보아 '이 몸 또한 그와 같다.'고 알아차린다. 즉, '이 몸 또한 이 시체처럼 백골이 해를 넘기면서 삭아 가루가 되는 성질을 가지고 있다.'고 알아차린다.
3. 수동적 주의집중을 유지한 상태로, 자신의 몸을 그 시체에 비추어 바라보아 '이 몸 또한 그와 같이 될 것이다.'고 알아차린다. 즉, '이 몸 또한 이 시체처럼 백골이 해를 넘기면서 삭아 가루가 될 것이다.'고 알아차린다.
4. 수동적 주의집중을 유지한 상태로, 자신의 몸을 그 시체에 비추어 바라보아 '이 몸 또한 그에서 벗어나지 못할 것이다.'고 알아차린다. 즉, '이 몸 또한 이 시체처럼 백골이 해를 넘기면서 삭아 가루가 되는 것에서 벗어나지 못할 것이다.'고 알아차린다.

#### (2) 자신을 뼈가 삭아 티끌로 변한 모습에 비추어 바라보는 수행이 능숙해지게 함
(1)의 수행을 반복한다.

#### (3) 다른 사람을 뼈가 삭아 티끌로 변한 모습에 비추어 바라보는 수행
1. 수동적 주의집중을 유지한 상태로, 묘지에 버려진 시체가 백골이 해를 넘기면서 삭아 가루가 되어 있는 것을 보고 그러한 상태를 알아차린다.
2. 수동적 주의집중을 유지한 상태로, 다른 사람의 몸을 그 시체에 비추어 바라보아 '이 몸 또한 그와 같다.'고 알아차린다. 즉, '이 사람의 몸 또한 이 시체처럼 백골이 해를 넘기면서 삭아 가루가 되는 성질을 가지고 있다.'고 알아차린다.
3. 수동적 주의집중을 유지한 상태로, 다른 사람의 몸을 그 시체에 비추어 바라보아 '이 몸 또한 그와 같이 될 것이다.'고 알아차린다. 즉, '이 사람의 몸 또한 이 시체처럼 백골이 해를 넘기면서 삭아 가루가 될 것이다.'고 알아차린다.
4. 수동적 주의집중을 유지한 상태로, 다른 사람의 몸을 그 시체에 비추어 바라보아 '이 몸 또한 그에서 벗어나지 못할 것이다.'고 알아차린다. 즉, '이 사람의 몸 또한 이 시체처럼 백골이 해를 넘기면서 삭아 가루가 되는 것에서 벗어나지 못할 것이다.'고 알아차린다.

#### (4) 다른 사람을 뼈가 삭아 티끌로 변한 모습에 비추어 바라보는 수행이 능숙해지게 함
(3)의 수행을 반복한다.

#### (5) 자신과 다른 사람을 뼈가 삭아 티끌로 변한 모습에 비추어 바라보는 수행
자신과 다른 사람에 대해 (1)의 수행을 행한다. 즉, 자신과 다른 사람을 교대로 뼈가 삭아 티끌로 변한 모습에 비추어 바라보는 수행을 행한다.

#### (6) 자신과 다른 사람을 뼈가 삭아 티끌로 변한 모습에 비추어 바라보는 수행이 능숙해지게 함
(5)의 수행을 반복한다.

#### (7) 뼈가 삭아 티끌로 변한 모습에 대한 관찰을 통한 무상(생멸, 일어남과 사라짐) 관찰 수행
다음과 같이 법 즉 현상의 일어남과 사라짐(생멸), 즉, 무상을 관찰한다.
1. (1)~(6)의 수행을 행하면서, 몸에서 일어나는 현상[法]만을 관찰한다.

일어나는 현상이란 몸, 바람, 온기, 식(알음알이, 마음, 식온, 6식)의 네 가지 법을 인연(의지처)으로 하여, 즉, 이들의 화합에 의해 살아 있음이 생겨나는 것을 말한다.
2. (1)~(6)의 수행을 행하면서, 몸에서 사라지는 현상[法]만을 관찰한다.

사라지는 현상이란 몸, 바람, 온기, 식(알음알이, 마음, 식온, 6식)의 네 가지 법을 인연(의지처)으로 하여, 즉, 이들의 흩어짐에 의해 몸의 죽어 있음이 생겨나는 것을 말한다.
3. (1)~(6)의 수행을 행하면서, 몸에서 일어나기도 하고 사라지기도 하는 현상을 관찰한다.

즉, 일어나는 현상[法]과 사라지는 현상[法]을 지속적으로 교대로 관찰한다.

#### (8) 뼈가 삭아 티끌로 변한 모습에 대한 관찰을 통한 무아 관찰 수행
몸이 있을 뿐 무아임을 관찰한다.
1. (1)~(6)의 수행을 행하면서, '몸이 있구나'하고 알아차림을 잘 확립한다.

몸이 있구나라는 것은 '다만 몸이 있을 뿐이고 중생도 없고 인간도 없고 여자도 없고 남자도 없고 자아도 없고 자아에 속하는 것도 없고 나도 없고 내 것도 없고 어느 누구도 없고 누구의 것도 없다'라고 알아차리는 것을 말한다.
2. (1)~(6)의 수행을 행하면서, (몸이 있구나라고 아는) 지혜만이 있고 (몸이 있구나라고 아는) 알아차림만이 현전할 때까지 알아차림을 잘 확립한다.

이 문구는 다만 (무아임을 아는) 지혜를 위하여, 계속해서 더 넓고 더 높이 (무아임을 아는) 지혜를 키우고 (무아임을 아는) 알아차림을 크게 하기 위하여라는 뜻이다.

#### (9) 뼈가 삭아 티끌로 변한 모습에 대한 관찰 수행의 과보
뼈가 삭아 티끌로 변한 모습에 대한 관찰의 수행의 과보로 수행자는 '의지하지 않고 머물며, 세상에서 아무 것도 움켜쥐지 않는다.'  나아가 '이와 같이 몸에서 몸을 관찰하며 머물게 된다.'
의지하지 않고 머문다는 것은 갈애와 사견(삿된 견해, 즉, 특히 아집)에 의지하던 것을 벗어나 그렇지 않은 상태에 있게 된다는 뜻이다. 아무 것도 움켜쥐지 않는다는 것은 색 · 수 · 상 · 행 · 식의 5온에 대해 나라거나 내 것이라고 집착 또는 착각하지 않는다는 뜻이다. 이와 같이 몸에서 몸을 관찰하며 머물게 된다는 것은 뼈가 삭아 티끌로 변한 모습에 대한 관찰의 수행을 잘 행함으로써 죽은 시체를 표상으로 하여, 즉, 죽은 시체가 백골이 해를 넘기면서 삭아 가루가 되어 있는 모습을 표상으로 하여 네 가지 선(4禪)이 일어난다는 것을 뜻한다.

## 골쇄관
《구사론》 제22권에는 신념처 수행에 해당하는 부정관으로서의 골쇄관(骨瑣觀)이 기술되어 있다. 골쇄관이라는 명칭은 《구사론》에서 사용하고 있는 명칭이다. 골쇄(骨瑣)는 해골(骸骨)을 뜻한다. 일반 사전에 따르면 해골에는 다음 두 가지 뜻이 있는데, 골쇄관에서의 골쇄 즉 해골은 두 번째의 뜻에 해당한다. 즉, 영어의 skeleton에 해당한다.
1. 살이 전부 썩은 사람의 머리뼈.
2. 송장의 살이 전부 썩고 남은 뼈.

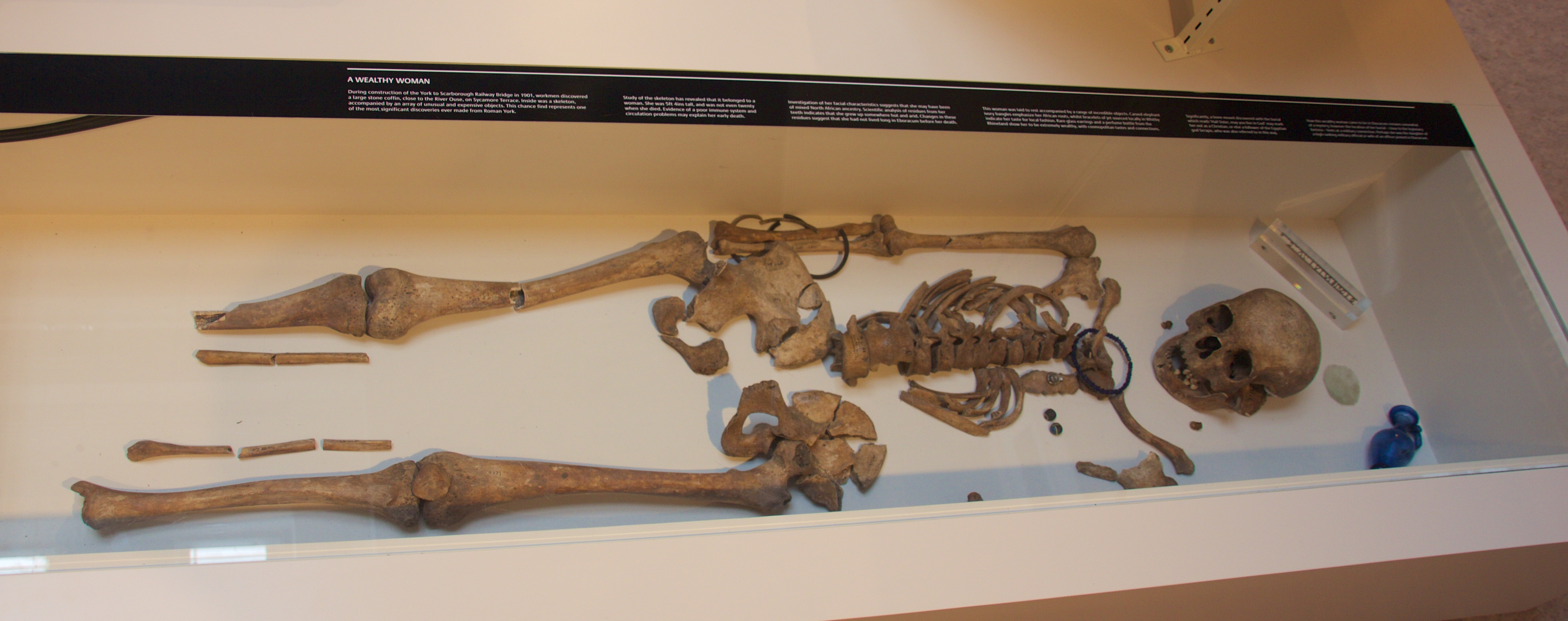
해골

《구사론》 제22권에 나오는 골쇄관의 수행법은 다음과 같다.

### 1. 초습업위(初習業位)
초습업위는 처음으로 업을 익히는 단계, 즉, 초심자(beginner) 단계를 뜻한다.

#### (1) 해골의 범위를 확장하는 수행
1. 마음을 발가락, 혹은 이마, 혹은 미간, 혹은 콧등, 혹은 자신에게 편한 곳에 머물게 한다.
2. 해당 부분의 피부와 살이 물러지고 떨어져나간다고 상상력으로 영상하여 알아차린다.
3. 해당 부분의 피부와 살이 물러지고 다 떨어져나가 뼈만 남은 것으로 영상하여 알아차린다.
4. 2와 3의 단계를 점차 온몸으로 확장하여, 피부와 살이 물러지고 다 떨어져나가 몸 전체가 뼈만 남은 것으로, 즉, 완전히 해골이 된 것으로 영상하여 알아차린다.

참고로, 이 영상이 대강의 개념으로서의 영상이 아니라 몸 전체의 뼈의 구체적인 낱낱 하나 하나를 알아차릴 수 있는 그런 생생한 영상이 되기 위해서는 사실상 남방불교의 부정관 수행의 수동적 주의집중에 의한 알아차림 중 무상(생멸, 일어남과 사라짐) 관찰 수행과 무아 관찰 수행을 제외하고는 완성된 상태여야 한다. 수동적 관찰을 통해 몸 전체가 뼈가 된 상태를 잘 기억하고 있지 못하면서 이 단계의 영상을 완성한다는 것은 있을 수 없는 일이다. 그림을 그리는 화가가 나무를 정밀하게 관찰하지 않고 나무를 생생히 재현하는 그림을 그릴 수는 없다. 달리 말해, 이 단계는 많은 시간과 노력 그리고 계획과 실행의 반복된 수련을 필요로 하는 단계이다. 전체 수행의 성패를 가름하는 결정적인 부분이다.
5. 다른 사람의 몸 하나를 추가한다. 즉, 나와 그 사람이 해골이 된 것으로 영상하여 알아차린다.
6. 범위를 방(집)으로 확장한다.
7. 범위를 마을로 확장한다.
8. 범위를 나라로 확장한다.
9. 범위를 대지 전체로 확장한다.
10. 범위를 바다까지 포함하여 확장한다.[47][48][49]

#### (2) 해골의 범위를 축소하는 수행
1. (1)의 수행에 이어서, 바다까지 포함한 범위에서 대지 전체로 축소한다.
2. 범위를 나라로 축소한다.
3. 범위를 마을로 축소한다.
4. 범위를 방(집)으로 축소한다.
5. 범위를 나 자신과 다른 사람 한 명으로 축소한다.
6. 범위를 나 자신 한 명으로 축소한다.[50][51][52]

### 2. 이숙수위(已熟修位)
이숙수위는 이미 익숙하게 닦는 단계, 즉, 중급자(intermediate) 단계를 뜻한다.
1. 1의 초습업위의 수행을 마친 상태에서, 자신의 몸에서 발뼈를 제거한 나머지 뼈를 영상하여 알아차린다.
2. 점차로 다른 뼈를 제거해 나가, 나머지 뼈를 영상하여 알아차린다.
3. 최종적으로 머리의 반쪽 뼈만 남은 상태를 영상하여 알아차린다.[53][54][55]

### 3. 초작의위(超作意位)
초작의위는 작의(作意)를 초월하는 단계, 즉, 상급자(advanced) 단계를 뜻한다.
1. 2의 이숙수위의 수행을 마친 상태에서, 남은 반쪽의 머리뼈마저 제거한다.
2. 마음을 미간에 두고 집중하여 고요히 머문다.[56][57][58]

## 32요소 관찰
팔리어 경전의 〈대념처경〉과 〈염처경〉 그리고 그 주석서에 따르면 몸을 구성하는 32가지 요소에 대한 알아차림의 수행법은 아래 목록과 같다. 전체적으로 말하자면, 몸은 부정(不淨)한 것, 즉, 예쁘지 않은(ugly) 것으로 가득 차 있음을 반조하는 것이다. 특히, 음욕을 조복시키는데 효과적이다. 부정관은 열반으로 나아가는 것을 용이하게 하기 위해 다른 관점[異門]으로 관찰하는 것을 매우 적극적으로, 의식적으로 행하는 것이다. 즉, 이미 너무 치우쳐 있는 것을 균형 상태로 되돌리기 위해 의도적으로 혐오스러운 것을 관찰하는 강력한 처방을 스스로에게 하는 것이다. 참고: 고
부정관은 수염(修厭: 염을 닦음, 싫어하는 마음을 닦음)을 위한 것으로 이 때의 염은 번뇌 또는 악에 속한 염세(厭世: 세상이 귀찮음, 인생이 싫어짐)의 염(厭: 싫증)과는 비록 한자어 단어는 같은 단어이지만 그 성격은 전혀 다르다. 수염은 욕계 · 색계 · 무색계의 3계에 대한 염착(染著, 탐착, 오염으로서의 탐욕 또는 집착)을 제거하는 수행으로, 수염(修厭)의 염은 무탐(無貪)을 본질로 한 상태에서 혜(慧: 지혜)를 가졌을 때 생겨나는 선한 마음작용이다. 참고: 탐, 선심소
부정관으로 음욕이 조복되었으면 수식관, 즉, 신념처의 "호흡의 출입에 대한 알아차림" 수행을 하는 것이 권장된다.

#### (1) 자신의 몸의 32가지 요소에 대한 수행
다시 비구들이여, 비구는 발바닥에서부터 위로 올라가며 그리고 머리털에서부터 아래로 내려가며 이 몸은 살갖으로 둘러싸여 있고 여러 가지 부정(不淨)한 것으로 가득 차 있음을 반조한다. 즉 '이 몸에는 머리털 · 몸털 · 손발톱 · 이빨 · 살갗 · 살 · 힘줄 · 뼈 · 골수 · 콩팥 · 심장(염통) · 간 · 횡경막(근막) · 비장(지라) · 허파 · 큰창자 · 작은창자 · 위 · 똥 · [뇌] · 쓸개즙 · 가래 · 고름 · 피 · 땀 · 지방(굳기름) · 눈물 · 피지(피부의 기름기) · 침 · 콧물 · 관절활액 · 오줌 등이 있다.'고.

 — 각묵스님 옮김(2015) 《디가 니까야》 제2권 제22경 〈대념처경〉 초기불전연구원. pp.504~505. 편집자가 용어 일부 변경. []는 주석서에 의거하여 편집자가 추가
1. 몸에는 부정(不淨)한 즉 예쁜 것이 아닌(ugly) 머리털이 있음을 반조하여 알아차린다.
2. 몸에는 부정(不淨)한 즉 예쁜 것이 아닌(ugly) 몸털이 있음을 반조하여 알아차린다.
3. 몸에는 부정(不淨)한 즉 예쁜 것이 아닌(ugly) 손발톱이 있음을 반조하여 알아차린다.
4. 몸에는 부정(不淨)한 즉 예쁜 것이 아닌(ugly) 이빨이 있음을 반조하여 알아차린다.
5. 몸에는 부정(不淨)한 즉 예쁜 것이 아닌(ugly) 살갗이 있음을 반조하여 알아차린다.
6. 몸에는 부정(不淨)한 즉 예쁜 것이 아닌(ugly) 살이 있음을 반조하여 알아차린다.
7. 몸에는 부정(不淨)한 즉 예쁜 것이 아닌(ugly) 힘줄이 있음을 반조하여 알아차린다.
8. 몸에는 부정(不淨)한 즉 예쁜 것이 아닌(ugly) 뼈가 있음을 반조하여 알아차린다.
9. 몸에는 부정(不淨)한 즉 예쁜 것이 아닌(ugly) 골수가 있음을 반조하여 알아차린다.
10. 몸에는 부정(不淨)한 즉 예쁜 것이 아닌(ugly) 콩팥이 있음을 반조하여 알아차린다.
11. 몸에는 부정(不淨)한 즉 예쁜 것이 아닌(ugly) 심장(염통)이 있음을 반조하여 알아차린다.
12. 몸에는 부정(不淨)한 즉 예쁜 것이 아닌(ugly) 간이 있음을 반조하여 알아차린다.
13. 몸에는 부정(不淨)한 즉 예쁜 것이 아닌(ugly) 횡격막(근막)이 있음을 반조하여 알아차린다.
14. 몸에는 부정(不淨)한 즉 예쁜 것이 아닌(ugly) 비장(지라)이 있음을 반조하여 알아차린다.
15. 몸에는 부정(不淨)한 즉 예쁜 것이 아닌(ugly) 허파가 있음을 반조하여 알아차린다.
16. 몸에는 부정(不淨)한 즉 예쁜 것이 아닌(ugly) 큰창자가 있음을 반조하여 알아차린다.
17. 몸에는 부정(不淨)한 즉 예쁜 것이 아닌(ugly) 작은창자가 있음을 반조하여 알아차린다.
18. 몸에는 부정(不淨)한 즉 예쁜 것이 아닌(ugly) 위가 있음을 반조하여 알아차린다.
19. 몸에는 부정(不淨)한 즉 예쁜 것이 아닌(ugly) 똥(소화되지 않은 음식)이 있음을 반조하여 알아차린다.
20. 몸에는 부정(不淨)한 즉 예쁜 것이 아닌(ugly) 뇌가 있음을 반조하여 알아차린다.
21. 몸에는 부정(不淨)한 즉 예쁜 것이 아닌(ugly) 쓸개즙이 있음을 반조하여 알아차린다.
22. 몸에는 부정(不淨)한 즉 예쁜 것이 아닌(ugly) 가래가 있음을 반조하여 알아차린다.
23. 몸에는 부정(不淨)한 즉 예쁜 것이 아닌(ugly) 고름이 있음을 반조하여 알아차린다.
24. 몸에는 부정(不淨)한 즉 예쁜 것이 아닌(ugly) 피가 있음을 반조하여 알아차린다.
25. 몸에는 부정(不淨)한 즉 예쁜 것이 아닌(ugly) 땀이 있음을 반조하여 알아차린다.
26. 몸에는 부정(不淨)한 즉 예쁜 것이 아닌(ugly) 지방(굳기름)이 있음을 반조하여 알아차린다.
27. 몸에는 부정(不淨)한 즉 예쁜 것이 아닌(ugly) 눈물이 있음을 반조하여 알아차린다.
28. 몸에는 부정(不淨)한 즉 예쁜 것이 아닌(ugly) 피지(피부의 기름기)가 있음을 반조하여 알아차린다.
29. 몸에는 부정(不淨)한 즉 예쁜 것이 아닌(ugly) 침이 있음을 반조하여 알아차린다.
30. 몸에는 부정(不淨)한 즉 예쁜 것이 아닌(ugly) 콧물이 있음을 반조하여 알아차린다.
31. 몸에는 부정(不淨)한 즉 예쁜 것이 아닌(ugly) 관절활액(연골)이 있음을 반조하여 알아차린다.
32. 몸에는 부정(不淨)한 즉 예쁜 것이 아닌(ugly) 오줌이 있음을 반조하여 알아차린다.

#### (2) 자신의 몸의 32가지 요소에 대한 수행이 능숙해지게 함
(1)의 수행을 반복한다.

#### (3) 다른 사람의 몸의 32가지 요소에 대한 수행
다른 사람의 몸의 32가지 요소에 대해 (1)의 수행을 행한다.

#### (4) 다른 사람의 몸의 32가지 요소에 대한 수행이 능숙해지게 함
(3)의 수행을 반복한다.

#### (5) 자신과 다른 사람의 몸의 32가지 요소에 대한 수행
자신의 몸의 32가지 요소와 다른 사람의 몸의 32가지 요소에 대해 (1)의 수행을 행한다. 즉, 자신과 다른 사람의 몸의 32가지 요소에 대해 교대로 행한다.

#### (6) 자신과 다른 사람의 몸의 32가지 요소에 대한 수행이 능숙해지게 함
(5)의 수행을 반복한다.

#### (7) 몸을 구성하는 32가지 요소에 대한 알아차림을 통한 무상(생멸, 일어남과 사라짐) 관찰 수행
다음과 같이 법 즉 현상의 일어남과 사라짐(생멸), 즉, 무상을 관찰한다.
1. (1)~(6)의 수행을 행하면서, 몸에서 일어나는 현상[法]만을 관찰한다.

일어나는 현상이란 몸과 마음을 인연(의지처)으로 하여 몸의 32가지 요소가 생겨나는 것을 말한다.
2. (1)~(6)의 수행을 행하면서, 몸에서 사라지는 현상[法]만을 관찰한다.

사라지는 현상이란 몸이 부서지거나 마음이 소멸하면 몸의 32가지 요소가 생기지 않는 것을  말한다.
3. (1)~(6)의 수행을 행하면서, 몸에서 일어나기도 하고 사라지기도 하는 현상을 관찰한다.

즉, 일어나는 현상[法]과 사라지는 현상[法]을 지속적으로 교대로 관찰한다.

#### (8) 몸을 구성하는 32가지 요소에 대한 알아차림을 통한 무아 관찰 수행
몸이 있을 뿐 무아임을 관찰한다.
1. (1)~(6)의 수행을 행하면서, '몸이 있구나'하고 알아차림을 잘 확립한다.

몸이 있구나라는 것은 '다만 몸이 있을 뿐이고 중생도 없고 인간도 없고 여자도 없고 남자도 없고 자아도 없고 자아에 속하는 것도 없고 나도 없고 내 것도 없고 어느 누구도 없고 누구의 것도 없다'라고 알아차리는 것을 말한다.
2. (1)~(6)의 수행을 행하면서, (몸이 있구나라고 아는) 지혜만이 있고 (몸이 있구나라고 아는) 알아차림만이 현전할 때까지 알아차림을 잘 확립한다.

이 문구는 다만 (무아임을 아는) 지혜를 위하여, 계속해서 더 넓고 더 높이 (무아임을 아는) 지혜를 키우고 (무아임을 아는) 알아차림을 크게 하기 위하여라는 뜻이다.

#### (9) 몸을 구성하는 32가지 요소에 대한 알아차림 수행의 과보
몸의 32가지 요소에 대한 알아차림의 수행의 과보로 수행자는 '의지하지 않고 머물며, 세상에서 아무 것도 움켜쥐지 않는다.'  나아가 '이와 같이 몸에서 몸을 관찰하며 머물게 된다.'
의지하지 않고 머문다는 것은 갈애와 사견(삿된 견해, 즉, 특히 아집)에 의지하던 것을 벗어나 그렇지 않은 상태에 있게 된다는 뜻이다. 아무 것도 움켜쥐지 않는다는 것은 색 · 수 · 상 · 행 · 식의 5온에 대해 나라거나 내 것이라고 집착 또는 착각하지 않는다는 뜻이다. 이와 같이 몸에서 몸을 관찰하며 머물게 된다는 것은 몸의 32가지 요소에 대한 알아차림의 수행을 잘 행함으로써 몸의 32가지 요소를 표상으로 하여 네 가지 선(4禪)이 일어난다는 것을 뜻한다.

## 36물관
36물(三十六物)은 몸에 있는 다음의 36가지 구성요소를 말하는데, 특히, 대승불교의 부정관 수행 중 몸에 대한 관찰에서 사용된다.
36물 관찰 수행법은 다음과 같다.

### (1) 발(髮): 머리털
몸에는 부정(不淨)한 즉 예쁜 것이 아닌(ugly) 머리털이 있음을 반조하여 알아차린다.

### (2) 모(毛): 몸털
몸에는 부정(不淨)한 즉 예쁜 것이 아닌(ugly) 몸털이 있음을 반조하여 알아차린다.

### (3) 조(爪): 손발톱
몸에는 부정(不淨)한 즉 예쁜 것이 아닌(ugly) 손발톱이 있음을 반조하여 알아차린다.

### (4) 치(齒): 이빨
몸에는 부정(不淨)한 즉 예쁜 것이 아닌(ugly) 이빨이 있음을 반조하여 알아차린다.

### (5) 치(眵): 눈곱
몸에는 부정(不淨)한 즉 예쁜 것이 아닌(ugly) 눈곱이 있음을 반조하여 알아차린다.

### (6) 누(淚): 눈물
몸에는 부정(不淨)한 즉 예쁜 것이 아닌(ugly) 눈물이 있음을 반조하여 알아차린다.

### (7) 연(涎): 콧물
몸에는 부정(不淨)한 즉 예쁜 것이 아닌(ugly) 콧물이 있음을 반조하여 알아차린다.

### (8) 타(唾): 침
몸에는 부정(不淨)한 즉 예쁜 것이 아닌(ugly) 침이 있음을 반조하여 알아차린다.

### (9) 시(屎): 똥
몸에는 부정(不淨)한 즉 예쁜 것이 아닌(ugly) 똥(소화되지 않은 음식)이 있음을 반조하여 알아차린다.

### (10) 요(尿): 오줌
몸에는 부정(不淨)한 즉 예쁜 것이 아닌(ugly) 오줌이 있음을 반조하여 알아차린다.

### (11) 구(垢): 때
몸에는 부정(不淨)한 즉 예쁜 것이 아닌(ugly) 때가 있음을 반조하여 알아차린다.

### (12) 한(汗): 땀
몸에는 부정(不淨)한 즉 예쁜 것이 아닌(ugly) 땀이 있음을 반조하여 알아차린다.

### (13) 피(皮): 피부 겉면
몸에는 부정(不淨)한 즉 예쁜 것이 아닌(ugly) 피부 겉면이 있음을 반조하여 알아차린다.

### (14) 부(膚): 피부 안쪽면, 살갗
몸에는 부정(不淨)한 즉 예쁜 것이 아닌(ugly) 살갗이 있음을 반조하여 알아차린다.

### (15) 혈(血): 피
몸에는 부정(不淨)한 즉 예쁜 것이 아닌(ugly) 피가 있음을 반조하여 알아차린다.

### (16) 육(肉): 살
몸에는 부정(不淨)한 즉 예쁜 것이 아닌(ugly) 살이 있음을 반조하여 알아차린다.

### (17) 근(筋): 힘줄
몸에는 부정(不淨)한 즉 예쁜 것이 아닌(ugly) 힘줄이 있음을 반조하여 알아차린다.

### (18) 맥(脈): 혈관
몸에는 부정(不淨)한 즉 예쁜 것이 아닌(ugly) 혈관이 있음을 반조하여 알아차린다.

### (19) 골(骨): 뼈
몸에는 부정(不淨)한 즉 예쁜 것이 아닌(ugly) 뼈가 있음을 반조하여 알아차린다.

### (20) 수(髓): 골수
몸에는 부정(不淨)한 즉 예쁜 것이 아닌(ugly) 골수가 있음을 반조하여 알아차린다.

### (21) 방(肪): 지방(굳기름)
몸에는 부정(不淨)한 즉 예쁜 것이 아닌(ugly) 지방(굳기름)이 있음을 반조하여 알아차린다.

### (22) 고(膏): 기름기
몸에는 부정(不淨)한 즉 예쁜 것이 아닌(ugly) (피부의) 기름기가 있음을 반조하여 알아차린다.

### (23) 뇌(腦): 뇌
몸에는 부정(不淨)한 즉 예쁜 것이 아닌(ugly) 뇌가 있음을 반조하여 알아차린다.

### (24) 막(膜): 횡격막, 장간막
몸에는 부정(不淨)한 즉 예쁜 것이 아닌(ugly) 횡격막(장간막)이 있음을 반조하여 알아차린다.

### (25) 간(肝): 간장
몸에는 부정(不淨)한 즉 예쁜 것이 아닌(ugly) 간이 있음을 반조하여 알아차린다.

### (26) 담(膽): 쓸개
몸에는 부정(不淨)한 즉 예쁜 것이 아닌(ugly) 쓸개가 있음을 반조하여 알아차린다.

### (27) 장(腸): 창자(큰창자 + 작은창자)
몸에는 부정(不淨)한 즉 예쁜 것이 아닌(ugly) 창자(큰창자 + 작은창자)가 있음을 반조하여 알아차린다.

### (28) 위(胃): 위장
몸에는 부정(不淨)한 즉 예쁜 것이 아닌(ugly) 위장이 있음을 반조하여 알아차린다.

### (29) 비(脾): 비장, 지라
몸에는 부정(不淨)한 즉 예쁜 것이 아닌(ugly) 비장(지라)이 있음을 반조하여 알아차린다.

### (30) 신(腎): 신장
몸에는 부정(不淨)한 즉 예쁜 것이 아닌(ugly) 신장(콩팥)이 있음을 반조하여 알아차린다.

### (31) 심(心): 심장
몸에는 부정(不淨)한 즉 예쁜 것이 아닌(ugly) 심장(염통)이 있음을 반조하여 알아차린다.

### (32) 폐(肺): 폐
몸에는 부정(不淨)한 즉 예쁜 것이 아닌(ugly) 폐(허파)가 있음을 반조하여 알아차린다.

### (33) 생장(生臟)
몸에는 부정(不淨)한 즉 예쁜 것이 아닌(ugly) 생장(生臟)이 있음을 반조하여 알아차린다.

### (34) 숙장(熟臟)
몸에는 부정(不淨)한 즉 예쁜 것이 아닌(ugly) 숙장(熟臟)이 있음을 반조하여 알아차린다.

### (35) 적담(赤痰): 붉은 빛이 섞인 가래
몸에는 부정(不淨)한 즉 예쁜 것이 아닌(ugly) 적담(赤痰)이 있음을 반조하여 알아차린다.

### (36) 백담(白痰): 묽고 허연 가래
몸에는 부정(不淨)한 즉 예쁜 것이 아닌(ugly) 백담(白痰)이 있음을 반조하여 알아차린다.

## 같이 보기
- 신념처(身念處)
- 5정심관(五停心觀)
- 3현(三賢)
- 외범(外凡)
- 내범(內凡)
- 18유학(十八有學)